# Campeonato Mundial de Snooker de 2023
El Campeonato Mundial de Snooker de 2023 (conocido en inglés y por motivos de patrocinio como 2023 Cazoo World Snooker Championship) fue un torneo de snooker profesional y de ranking que se celebró entre el 15 de abril y el 1 de mayo en el Crucible Theatre de la ciudad inglesa de Sheffield. Organizado por el World Snooker Tour, fue el cuadragésimo séptimo Campeonato Mundial de Snooker que se disputaba de forma consecutiva en el Crucible, que había acogido una edición por primera vez en 1977. El torneo, que contaba por primera vez con el patrocinio de la empresa de reventa de automóviles Cazoo, fue el último de ranking de la temporada 2022-23. La BBC lo retransmitió en el Reino Unido; Eurosport, también en Europa, y Matchroom Sport y otras cadenas, en otros países. La suma de los premios alcanzó las 2 395 000 libras esterlinas, de las que el ganador recibió medio millón.
Días antes, entre el 3 y el 12 de abril, ciento veintiocho profesionales y varios amateurs jugaron en el English Institute of Sport un clasificatorio de cuatro rondas para dilucidar qué dieciséis se unían en la fase final a los dieciséis cabezas de serie invitados de forma automática por su posición en el ranking. Fan Zhengyi, Jak Jones, Pang Junxu, Si Jiahui y Wu Yize hicieron su debut en el Crucible, en el campeonato más importante del circuito en cuanto a puntos y premios. Jones y Si avanzaron hasta los cuartos de final, algo que no sucedía desde 1988. Si, además, ganó también ese partido y jugó las semifinales; se convirtió de esa manera en el primer debutante en colarse entre los cuatro últimos desde que Andy Hicks lo hiciera en 1995 y en el más joven en alcanzar esa fase desde Ronnie O'Sullivan en 1996.
O'Sullivan, siete veces campeón tras su victoria en 2022, defendía el título que consiguió al derrotar a Judd Trump con un 18-13 en la final y llegaba al Crucible por trigésima primera vez, lo que dejó atrás el récord de treinta fijado por Steve Davis. Hiló su ducentésima centena en esta sede y su milésima ducentésima en competición profesional y alcanzó los cuartos de final por vigesimoprimera vez, lo que amplió un récord que ya tenía, pero cayó en precisamente en esa fase ante Luca Brecel. Fue Brecel quien se proclamó campeón, tras derrotar a Mark Selby en la final (18-15). Para llegar hasta allí, hubo de remontar un 5-14 ante Si para acabar ganando las semifinales con un 17-15; nadie había conseguido hasta entonces en la era del Crucible darle la vuelta a un marcador tan desequilibrado. Fue, asimismo, el primer jugador de la Europa continental que levantó este trofeo y el cuarto no británico, tras el canadiense Cliff Thorburn, el irlandés Ken Doherty y el australiano Neil Robertson. Con los puntos que obtuvo por la victoria, además, escaló hasta la segunda plaza del ranking mundial.
Las sesiones de tarde del 17 de abril, aún en primera ronda, se vieron afectadas por una protesta de activistas de Just Stop Oil, que dejaron inutilizada una de las mesas. Durante la fase final del torneo, los jugadores amasaron un total de noventa centenas, incluidas dos tacadas máximas. 
Kyren Wilson hiló una en la primera ronda, mientras que Selby tejió una en la final por primera vez en la historia. Neil Robertson, por su parte, se convirtió en el primer jugador en hilar dos tacadas de 146 puntos en un mismo partido. A estas centenas se sumaron otras 135 de las rondas clasificatorias, incluida una de 115 puntos obra de Ng On-yee, la más alta firmada por una mujer en toda la historia del torneo.

## Organización y antecedentes

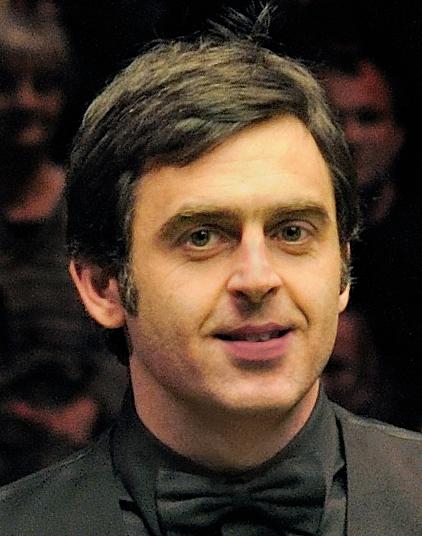
Ronnie O'Sullivan, siete veces campeón del torneo, no logró defender el título conseguido en 2022

El Campeonato Mundial de Snooker es un torneo profesional y hace las veces de campeonato mundial de ese deporte. Concebido a finales del siglo XIX por soldados británicos destinados en la India, el snooker ya era popular en el Reino Unido antes de expandirse hacia Europa y los países de la Mancomunidad de Naciones. Hoy en día, se juega en todo el mundo, con especial incidencia en el este y el sureste del continente asiático, en países como China, Hong Kong y Tailandia. Es el último de ranking de la temporada 2022-23.
El World Snooker Tour (conocido por sus siglas, WST) se encarga de la organización. Joe Davis salió vencedor de la primera edición, cuya final se disputó en 1927 en el Camkin's Hall de la ciudad inglesa de Birmingham. La de 2023 es la cuadragésima séptima edición consecutiva en la que el torneo —el de mayor prestigio y premios más cuantiosos de todo el circuito— se celebra en el Crucible Theatre de la ciudad inglesa de Sheffield, que lo acogió por primera vez en 1977, y la quincuagésima quinta en que se decida según el sistema moderno de eliminatorias. Hasta la fecha, Stephen Hendry y Ronnie O'Sullivan atesoran el mayor número de trofeos de la era moderna, con siete cada uno. Se cumplen, además, cuarenta años desde que el canadiense Cliff Thorburn hilara en la edición de 1983 la primera tacada máxima de la historia del torneo.
O'Sullivan fue en esta ocasión el defensor del título que consiguió al imponerse en la final de 2022 a Judd Trump. Fue, además, su trigésima primera participación en el torneo y superó con ella el récord de treinta que atesoraba Steve Davis. Mientras tanto, diez jugadores chinos, incluidos entre ellos Zhao Xintong —ganador del Campeonato del Reino Unido de 2021— y Yan Bingtao —campeón del Masters de 2021—, no pudieron participar en el torneo a pesar de que su puesto en el ranking mundial les daba derecho, pues la World Professional Billiards and Snooker Association los había suspendido en el marco de una investigación relacionada con el amaño de partidos. Los procedimientos disciplinarios contra ellos arrancarán el 24 de abril, en plena celebración del torneo.

### Formato
En el clasificatorio, que se celebró entre el 3 y el 12 de abril de 2023 en el English Institute of Sport de Sheffield, tomaron parte 128 jugadores, de los que tan solo dieciséis lograron una plaza para la fase final. Entre 2020 y 2022, se habían disputado tres rondas al mejor de once mesas y una última al mejor de diecinueve, con los cabezas de serie avanzando directamente hasta la segunda o la tercera. En 2023, se recuperaron las diecinueve mesas para las cuatro rondas, pero el sistema de cabezas de serie se mantuvo, tal y como estaba antes de la pandemia de COVID-19. Estas rondas previas se retransmitieron a través de Discovery+ en Europa; Liaoning TV, Superstar online, Migu, Youku y Huya Live en China, y Matchroom.Live en el resto de rincones del mundo. Para la última ronda, se añadió una cobertura en directo en la página de Facebook y en el canal de YouTube del World Snooker Tour.
El sorteo de los enfrentamientos de la primera ronda de la fase final —en el que se dilucidó a qué jugador llegado a través del clasificatorio se mediría cada cabeza de serie— se celebró el 13 de abril y se retransmitió en directo por la BBC Radio 5 Live. Rob Walker condujo el sorteo, y contó con la compañía de Shaun Murphy, que comentó los emparejamientos. La fase final se está celebrando entre el 15 de abril y el 1 de mayo en el Crucible Theatre. Los partidos de primera ronda se jugaron desde el 15 hasta el 20 de abril al mejor de diecinueve mesas; los de segunda, al mejor de veinticinco entre el 20 y el 24; los cuartos de final, también al mejor de veinticinco y entre el 25 y el 26, y las semifinales, al mejor de treinta y tres desde el 27 hasta el 29. El campeón del torneo se decidió en una final que se disputó al mejor de treinta y cinco mesas entre el 30 de abril y el 1 de mayo. Brendan Moore, que ya se encargó de supervisar las finales de 2014 y 2018, fue el colegiado por tercera vez en su carrera en este 2023; fue el último partido profesional antes de su retirada.
La BBC, Eurosport y Discovery+ retransmitieron la fase final en el Reino Unido; estas dos últimas abieron también las emisiones al resto del continente europeo. Entre otras cadenas se encontraron Superstar online, Migu, Huya Live, Youku y CCTV en China; NowTV en Hong Kong; FastsportsHD en Pakistán; Astro SuperSport en Malasia y Brunéi; TrueVisions en Tailandia; Premier Sports en las Filipinas; StarHub en Singapur; Sportcast en Taiwán e Indonesia, y DAZN en Estados Unidos y Brasil. En aquellos lugares en los que no hubo otra cobertura, Matchroom.Live ofreció los partidos.

### Premios
Se repartieron 2 395 000 libras esterlinas en premios, de las que medio millón fueron a parar a los bolsillos del ganador. Así se distribuyó este dinero según la ronda que alcance cada jugador:
- campeón: 500 000
- subcampeón: 200 000
- semifinalistas: 100 000
- cuartos de final: 50 000
- mejores 16: 30 000
- mejores 32: 20 000
- mejores 48: 15 000
- mejores 80: 10 000
- mejores 112: 5000

Asimismo, se concedieron 15 000 libras por la tacada más alta del torneo, además de una bonificación añadida de 40 000 por 147 en el Crucible y 10 000 por tacada máxima en las rondas clasificatorias.

## Desarrollo del torneo

### Rondas clasificatorias

#### Primera ronda clasificatoria

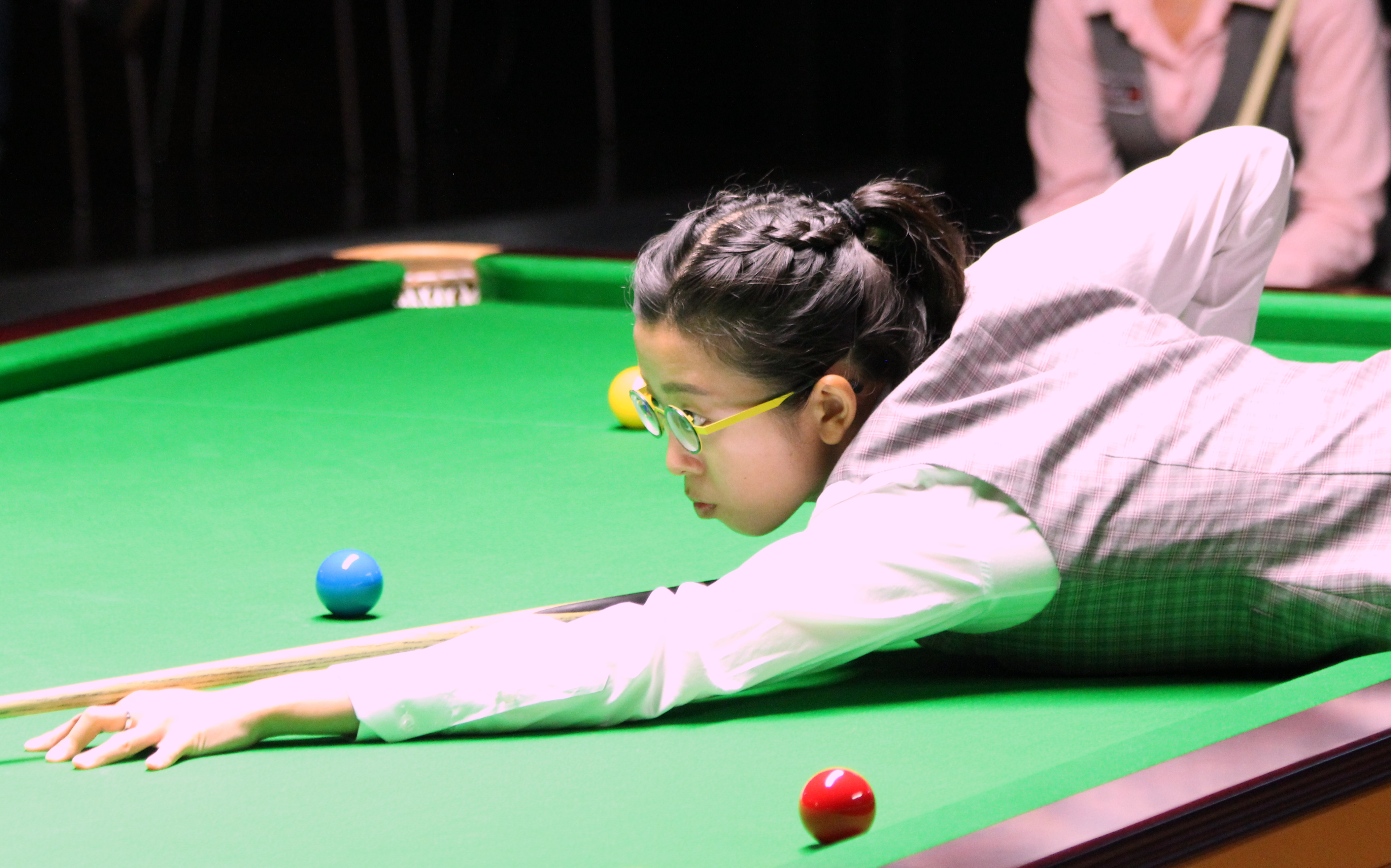
La jugadora hongkonesa Ng On-yee (imagen de 2017) hiló una tacada de 115 puntos, la más alta hecha por una mujer en la historia del torneo

En la primera ronda clasificatoria, se vieron las caras los jugadores situados entre el puesto octagésimo primero y centésimo duodécimo del ranking con aquellos que estaban en las posiciones que iban de la 113 a la 144, además de algunos jugadores amateur elegidos con criterios arbitrarios. Tomaron parte cinco mujeres, el número más elevado en treinta y un años, pero todas ellas cayeron derrotadas a las primeras de cambio. Mink Nutcharut se vio superada (7-10) por Dechawat Poomjaeng, aunque logró la primera centena en competición profesional; era, además, la primera mujer en tejer una en un campeonato mundial desde que Kelly Fisher lo hiciera en 2002. Al día siguiente, Ng On-Yee, con una de 115 puntos, rompió el récord de la centena más alta hilada por una mujer en la historia del torneo. Pese a ello, cayó derrotada (8-10) ante Michael Holt. Reanne Evans, por su parte, no pudo con Ken Doherty (5-10). La vigente campeona mundial femenina, Baipat Siripaporn, perdió (3-10) su duelo ante Aaron Hill, mientras que Rebecca Kenna obtuvo idéntico resultado frente a Alfie Burden.
Stephen Hendry, siete veces campeón del mundo, se vio superado (4-10) por James Cahill, sobrino de su exesposa, pero afirmó tras el duelo que aún tenía «un sueño muy distante» de volver a jugar en el Crucible. Stan Moody, de 16 años, llegaba de ganar el WSF Junior Snooker Championship y con él el derecho a ser miembro del circuito profesional durante dos años a contar desde la temporada 2023-24. En la ronda clasificatoria, se impuso a Andres Petrov por diez mesas a siete para ganar su primer partido en un Campeonato Mundial de Snooker. Marco Fu, finalista del Masters de Hong Kong de 2022, perdió por diez a cinco contra Martin O'Donnell. El ucraniano Iulian Boiko, que en 2020 había roto el récord y se había erigido como el jugador más joven en debutar en el torneo con apenas 14 años, se deshizo de Muhammad Asif (10-2). Florian Nüßle, austriaco, ganó contra Michael Judge con el mismo marcador. Las derrotas de Evans, Fu, Judge, Ng y Dean Young supusieron que todos ellos se cayeron del circuito profesional.

#### Segunda ronda clasificatoria

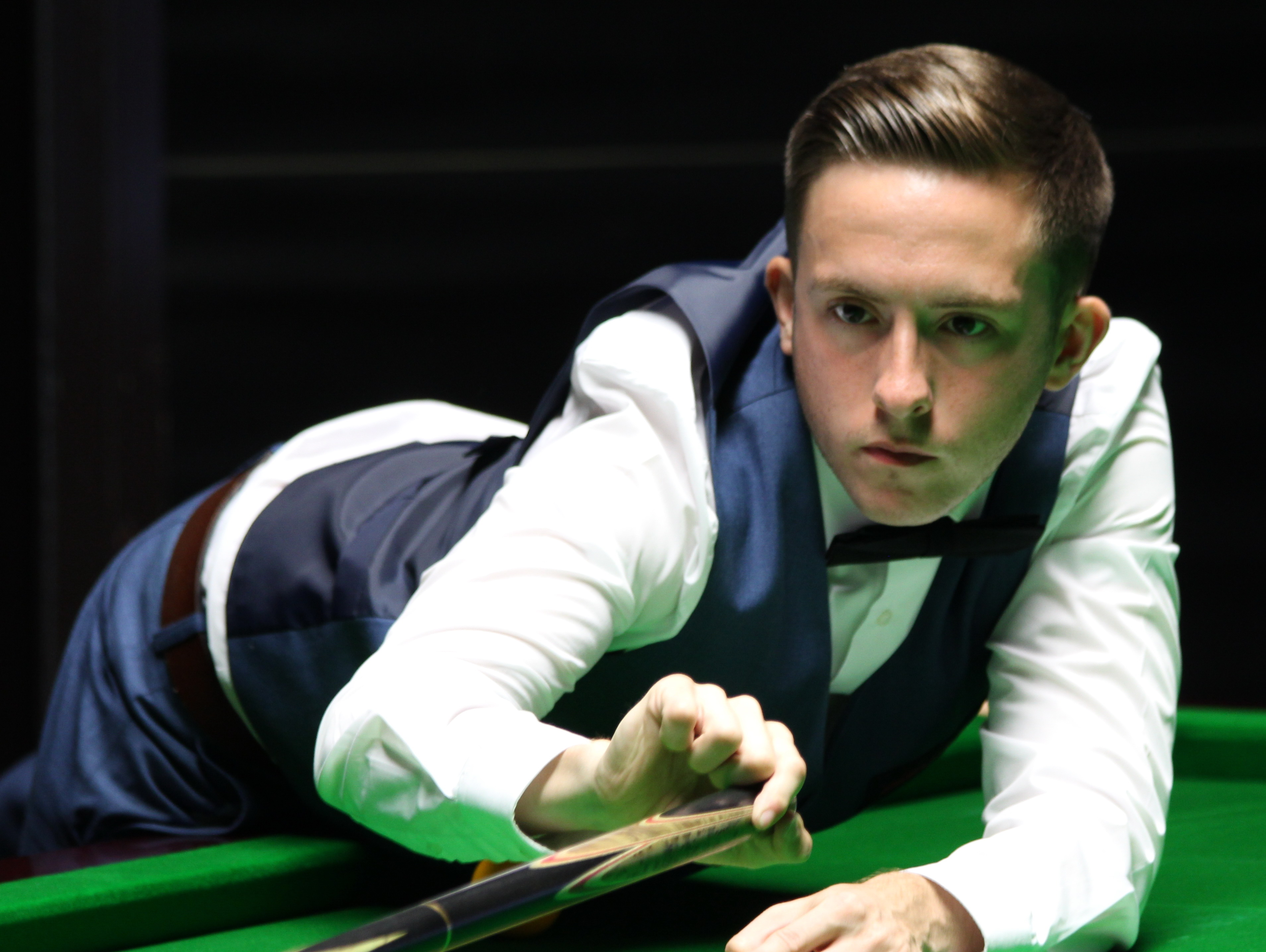
Sean O'Sullivan (fotografía de 2016) estuvo cerca de conseguir una tacada máxima, pero se tuvo que conformar con una de 140 puntos porque embocó dos rojas en un mismo tiro

La segunda ronda clasificatoria enfrentó a los que resultaron ganadores de la primera con aquellos clasificados entre el puesto 49 y el 80 del ranking. Sean O'Sullivan llegó a ir camino de conseguir una tacada máxima, pero encestó sin querer dos bolas rojas en un mismo tiro, lo que le dejó sin suficientes puntos para lograrlo; acabó la tacada en 140. Matthew Stevens, dos veces subcampeón, llegó a necesitar dos snookers en la última mesa, pero se impuso a Poomjaeng (10-8). Al cabo de la primera sesión de ese partido, y pese a que iba entonces perdiendo tres a seis, Poomjaeng se tomó una autofoto con su rival. Jimmy White, de 60 años y seis veces finalista, llegó por última vez al Crucible en 2006; en este nuevo intento, y a pesar de que había predicho que estaba jugando «demasiado bien» para no clasificarse en 2023, se vio superado por O'Donnell (4-10). Achacó la derrota a unos cambios que le había imprimido a su técnica en la fase final de la temporada, algo que tildó de «gran fallo» y de «error de niño». Si Jiahui, que llegó a tener una ventaja de 9-1 ante Nüßle, vio cómo este se recomponía y se le acercaba, pero cerró la victoria con un 10-7. Hill, por su parte, selló un 10-3 ante Michael White, idéntico resultado al que firmó Zhang Anda contra Moody.
El galés Jackson Page, que se había estrenado en el Crucible en la anterior temporada, elimitó al escocés Ross Muir (10-2). Doherty, vencedor de la edición de 1997, amasó una tacada de 137 puntos en su derrota por seis a diez ante Hammad Miah, pero abrió la puerta a retirarse a la conclusión de la temporada 2023-24 si no conseguía mejorar su rendimiento. Ben Mertens derrotó a su compatriota belga Julien Leclercq, también con un 10-6, mientras que Scott Donaldson se deshizo (10-1) de Liam Davies, de 16 años. Stuart Carrington, Gerard Greene, Louis Heathcote, Duane Jones, Mitchell Mann, Miah, Jamie O'Neill, Fraser Patrick, Craig Steadman y Alexander Ursenbacher perdieron su plaza en el circuito al caer eliminados en esta segunda ronda clasificatoria.

#### Tercera ronda clasificatoria

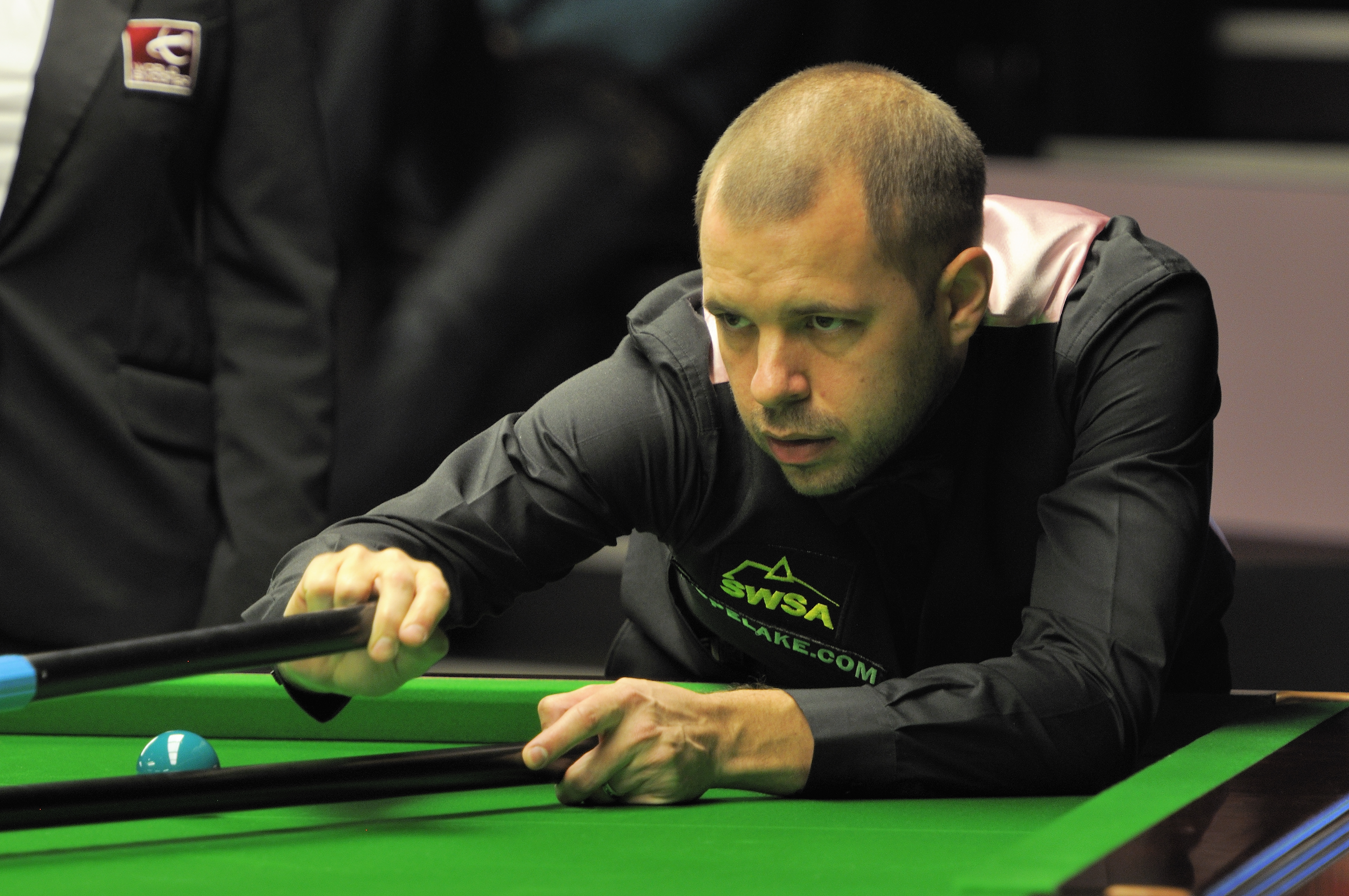
Barry Hawkins (fotografía de 2014), que en su momento fue subcampeón del torneo, tuvo que disputar el clasificatorio por primera vez desde 2012, pues se había caído de entre los dieciséis mejores del mundo. No ganó, lo que le dejó sin Crucible por primera vez desde 2005

En la tercera ronda clasificatoria estuvieron los ganadores de la segunda, que se vieron las caras con los jugadores situados entre el puesto 17 y el 48 del ranking. Graeme Dott, campeón del mundo en 2006, se aseguró una plaza en la cuarta y última ronda con una victoria por diez a seis ante Andy Hicks. Anthony McGill, número 21 del mundo, remontó un 7-9 ante John Astley y, gracias a tacadas de 136 y 98, forzó una mesa decisiva que ganó. Thepchaiya Un-Nooh, por su parte, tejió cuatro centenas, incluida una de 145, en su derrota por 5-10 contra Mark Joyce. Ricky Walden le ganó a Ian Burns con un marcador de diez a seis. Barry Hawkins, subcampeón en 2013, hubo de disputar las rondas clasificatorias por primera vez desde 2012, pues se había caído hasta el vigésimo puesto del ranking. Se impuso ante David Lilley, campeón del World Seniors Championship de 2021, con un diez a cuatro, pese a que no logró ninguna tacada de más de cincuenta puntos en todo el partido. Stephen Maguire había sido semifinalista de la cita en dos ocasiones, pero apenas había llegado a unos octavos de final en toda la temporada; aun así, le ganó (10-4) a Burden. Fan Zhengyi derrotó a Boiko por diez a ocho, mientras que Chris Wakelin, campeón del Snooker Shoot Out de 2023, ganó ante Hill (10-2) y el norirlandés Jordan Brown hizo lo propio contra Dominic Dale (10-7). Si se ganó el derecho a jugar la cuarta ronda clasificatoria gracias a una victoria (10-5) frente a Tom Ford, subcampeón del Masters de Alemania de 2023.
Joe Perry llegó a ir 4-5 por detrás de Sanderson Lam al final de la primera sesión, pero terminó por ganar (10-8) en lo que fue su primera victoria en el clasificatorio en cuatro años. Hossein Vafaei, número 23 del mundo y debutante en el Crucible en la anterior edición, le ganó (10-4) a Andrew Pagett. Page, mientras tanto, se impuso ante Martin Gould con un diez a seis. David Gilbert avanzó a la siguiente ronda con un triunfo de diez a tres ante Barry Pinches, mientras que Stevens eliminó a su compatriota galés Jamie Clarke con el mismo resultado. Cahill y Zhou Yuelong apenas disputaron seis mesas de su enfrentamiento en la primera sesión, que acabó igualada a tres. A lo largo de las seis siguientes mesas, Cahill apenas sumó quince puntos, lo que le permitió a Zhou hacerse con una ventaja de seis (9-3); el partidó acabó con victoria para el jugador chino (10-4). Ryan Day, vencedor del Abierto Británico de 2022, abrió una brecha de cuatro mesas (8-4) ante Ashley Hugill, que se había estrenado en el Crucible en 2022; aunque este último redujo la desventaja hasta tan solo una, Day se aseguró la victoria (10-8) en una última que se prolongó durante media hora. Pese al triunfo, Day comentó en la rueda de prensa posterior que la frustración por su mal juego le estaba haciendo barajar la retirada. A Pang Junxu, que en el WST Classic celebrado el mes anterior había sido subcampeón, se le escaparon las cuatro primeras mesas de su enfrentamiento con Doherty, pero acabó ganando por diez a seis. Tanto Anthony Hamilton como Elliot Slessor pasaron de ronda gracias a victorias en la mesa decisiva, contra Oliver Lines y Liam Highfield, respectivamente. Burden, Burns, Peter Lines, Pagett y Pinches, todos ellos derrotados en esta tercera ronda clasificatoria, perdieron la tarjeta que da derecho a formar parte del circuito profesional.

#### Cuarta ronda clasificatoria

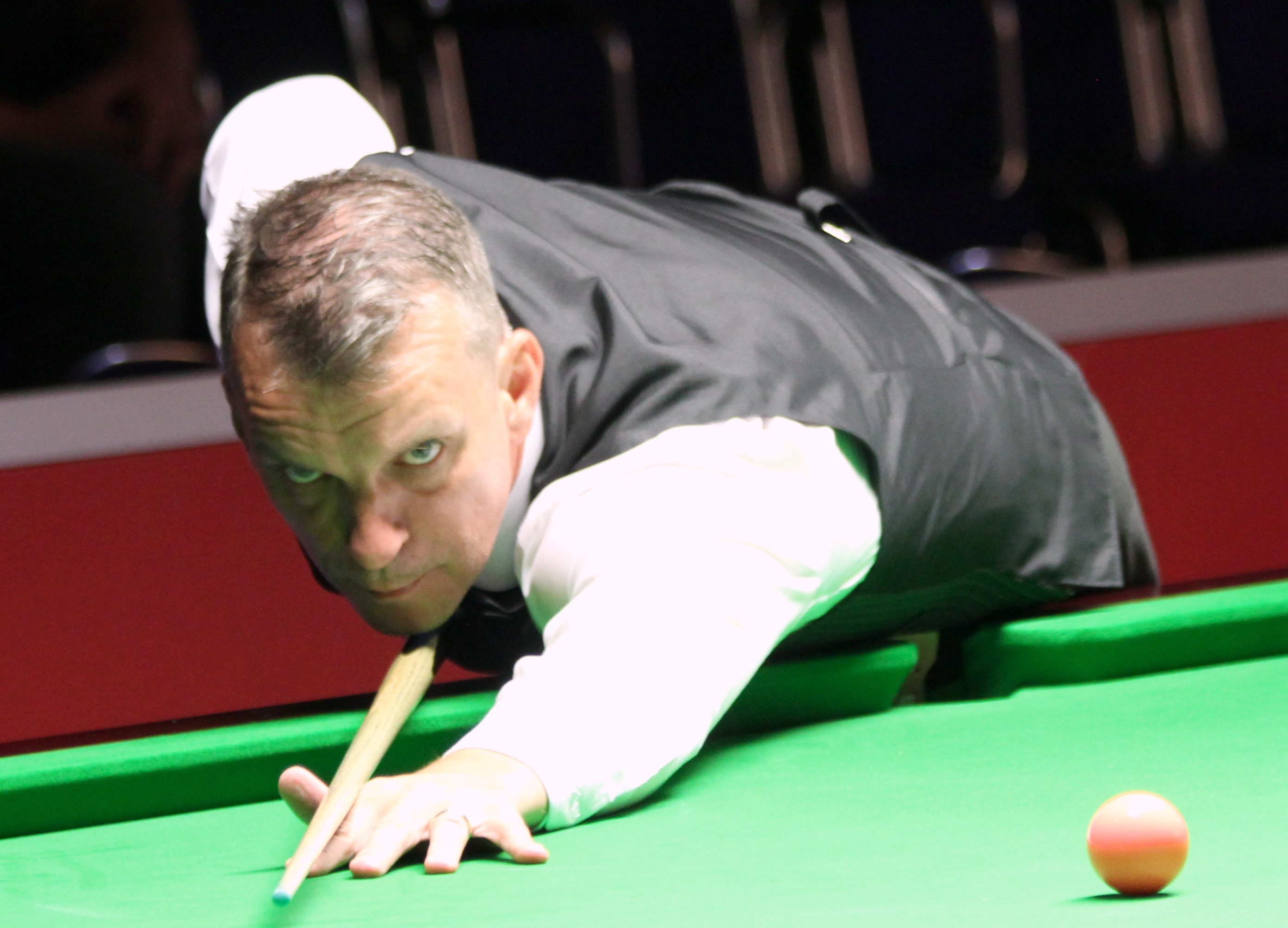
El veterano Mark Davis (fotografía de 2016) se cayó del circuito profesional tras treinta y dos años. Su amigo Joe Perry lo derrotó (10-9) en la última bola negra.

En la cuarta y última ronda clasificatoria, referida como «Día del Juicio Final» pese a celebrarse a lo largo de dos jornadas, vio enfrentamientos entre todos los ganadores de la tercera, que se disputaron las dieciséis plazas restantes para el Crucible. McGill, semifinalista de la edición de 2020, perdió las tres primeras mesas contra Cao Yupeng, pero le dio la vuelta al marcador y la victoria por diez a seis le permitió llegar a la fase final del torneo por novena vez consecutiva. Walden llegó a ir 4-1 por delante, pero Un-Nooh le endosó cuatro mesas seguidas para ponerse 5-4 al final de la primera sesión. El partido, en el que se consiguieron cuatro centenas y otras diez medias centenas, llegó hasta la mesa decisiva, que Walden se llevó con una tacada de 69 puntos, gracias, en parte, a un fluke con la penúltima roja. Dott perdió (6-10) ante Matthew Selt, lo que supuso que se quedaba a las puertas de la fase final, en la última ronda clasificatoria, por cuarto año consecutivo. Fan vio cómo Maguire le arrebataba las cuatro primeras mesas de su enfrentamiento, pero se recompuso y una victoria por diez a seis le aseguró el debut en el Crucible; Maguire no quedaba fuera de la fase final desde 2003. Tanto Si como Wu Yize se clasificaron por primera vez: el primero venció a Brown (10-7) y el segundo, que fue 1-5 y 4-7 perdiendo, ganó a Wakelin (10-8). El galés Jak Jones también certificó su debut en el Crucible al imponerse (10-8) a Hawkins, que no se perdía la fase final desde 2005. Noppon Saengkham derrotó a Zhang en la mesa decisiva, que se decidió con un duelo por la última bola negra. El partido concluyó cuando un tiro defensivo poco preciso de Zhang le permitió a Saengkham entronerar la negra en una de las troneras de la esquina.
Donaldson alegó razones médicas para retirarse de su partido contra Day cuando iba perdiendo cero a cuatro. Day tejió en la primera mesa una tacada de 146 puntos, la más alta de las rondas clasificatorias, y se llevó el partido con un marcador de 10-0 por la retirada de su rival. Gilbert derrotó a Stevens (10-7) con tres centenas, mientras que Jimmy Robertson eliminó a Hamilton (10-2) para clasificarse para el Crucible por primera vez en 2018. David Grace, que gracias a su victoria de segunda ronda se había asegurado la permanencia en el circiuto profesional, derrotó a Andrew Higginson (10-5) para llegar al Crucible por segunda vez. Tanto Vafaei —10-6 ante Page— como Slessor —10-5 ante Zhou— certificaron su presencia en la fase final por segunda vez, mientras que Pag ganó cinco de las últimas seis mesas para sobreponerse a Xu Si (10-5); sería el quinto debutante de este año. Perry remontó un 8-9 ante su amigo Mark Davis y, después de que este fallara una rosa de partido, se llevó el partido en la última mesa. Esta derrota relegó a Davis del circuito profesional, en el que había permanecido durante treinta y dos años. Perry, que en el duelo se llevó tres mesas con la última negra, se clasificó para el Crucible por primera vez desde 2019, pero aseguró que sentía náuseas por haber dejado a Davis fuera.

### Fase final

#### Primera ronda

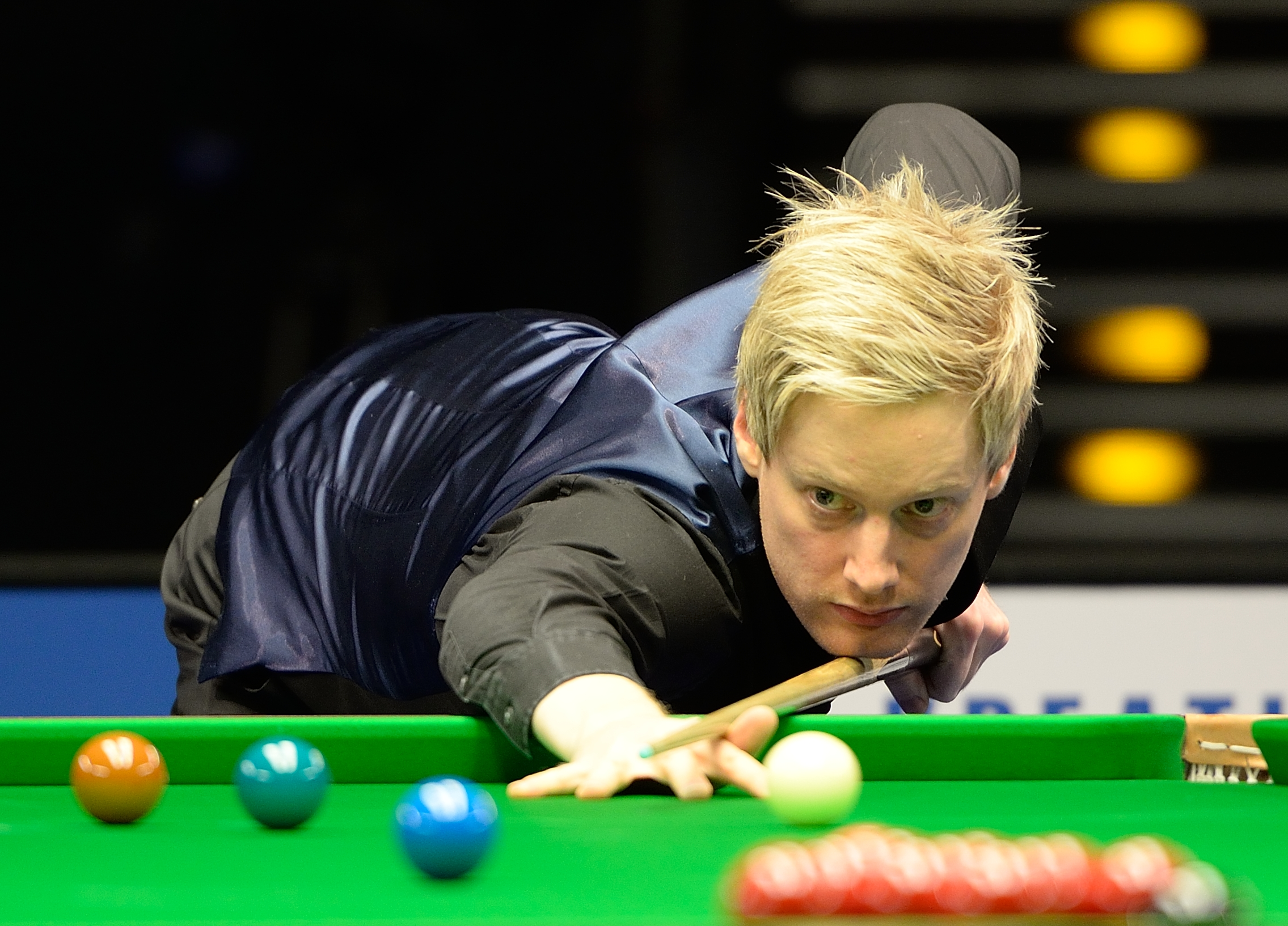
Neil Robertson (fotografía de 2015) logró por primera vez en la historia amasar dos de 146 en un partido profesional

Los partidos de primera ronda se disputaron al mejor de diecinueve mesas entre el 15 y el 20 de abril. O'Sullivan dio comienzo a su defensa del título con cinco mesas consecutivas contra Pang, debutante de 23 años. Este, sin embargo, redujo la diferencia a tres (3-6) a la conclusión de la primera sesión, y se puso a tan solo dos (7-9) antes de que su rival cerrase la victoria por diez a siete. O'Sullivan, que tras el encuentro aseguró que se había sentido «titubeante, pesado y desesperado» porque estaba enfermo, alabó al chino y dijo que era un «jugador fenomenal, una delicia de ver». Stuart Bingham, campeón de 2015, tan solo había arribado a los cuartos de final en una ocasión a lo largo de toda la temporada, y llegaba al Crucible con la necesidad de alcanzar al menos las semifinales para mantenerse entre los dieciséis mejores jugadores del mundo. En esta primera ronda, fue perdiendo 1-3 ante Gilbert, pero ganó nueve de las siguientes diez mesas para asegurarse la victoria (10-4); con esta, se había enfrentado doce veces a él y le había ganado las doce. En su enfrentamiento con Wu, debutante de 19 años, Neil Robertson, campeón de 2010, tejió cuatro centenas en el trayecto hacia una victoria por diez a tres, incluidas dos de 146 puntos en la úndecima y decimotercera mesas; nadie antes había conseguido esa hazaña en un partido profesional, y él nunca había hilado siquiera una de esa cantidad. El australiano, que no llegaba a las semifinales desde 2014, confesó que nunca antes se había preparado tan bien, pues estaba entrenando varias veces al día. Luca Brecel, por su parte, había jugado ya otras cinco veces en el Crucible, pero en todas ellas había caído derrotado en primera ronda. Aunque abrió una ventaja de 6-3 ante Walden al cabo de la primera sesión, su rival se recompuso y remontó un 6-9 en la segunda sesión para igualar el marcador a nueve y forzar una mesa decisiva; Brecel, que ya había caído en mesas decisivas contra Marco Fu en 2017 y ante Gary Wilson en 2019, amasó una tacada de 84 puntos para sellar su primera victoria en el Crucible. Confesó que, cuando iba empate a nueve, se le estaban viniendo a la mente imágenes de su derrota contra Fu, y añadió: «Necesitaba ganar, porque, de no ganar hoy, creo que nunca habría sido capaz de llevarme un partido aquí».

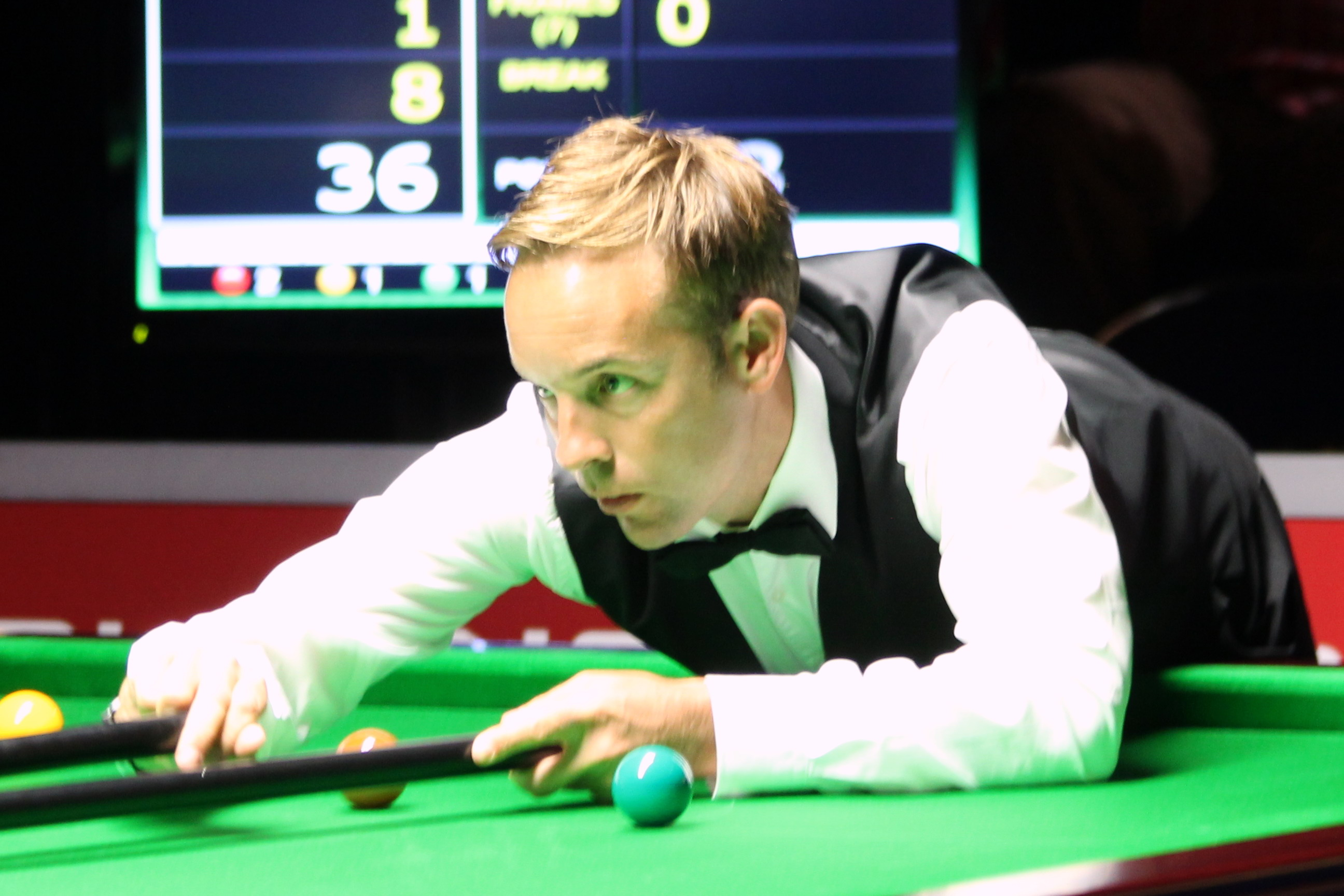
Ali Carter (fotografía de 2016) fue el primer cabeza de serie que cayó eliminado. Perdió por seis a diez contra Jak Jones, que debutaba en el Crucible

Ali Carter, campeón del Masters de Alemania de 2023, efectuó una limpieza total de 143 puntos en la primera sesión de su partido contra Jones, que se estrenaba en el Crucible; este, no obstante, cerró la sesión con una ventaja de 5-4. Tras el reinicio, ganó tres mesas consecutivas y selló la victoria con un diez a seis. Carter, que se convirtió así en el primer cabeza de serie en caer eliminado en esta edición, aseveró que la derrota era «difícil de aceptar» y que era una «conclusión decepcionante para la temporada». Ding Junhui, por su parte, se puso 5-4 por delante de Vafaei tras la sesión inaugural de su enfrentamiento, pero el iraní le endosó dos centenas consecutivas de 117 y 122 puntos y otras tres medias centenas en la segunda sesión para hacerse con la primera victoria de su carrera en el Crucible (10-6). Tras el partido, lanzó algunos comentarios despectivos hacia O'Sullivan, con quien se mediría en segunda ronda, y dijo que era una agradable persona cuando estaba dormido, lo que reavivó la rivalidad ya existente entre ambos. En su vigesimoquinta participación en el Crucible, el tres veces campeón del mundo Mark Williams se enfrentó a Jimmy Robertson, quien en sus cuatro anteriores intervenciones se había visto apeado en primera ronda. Aunque Robertson se fue con una ventaja de 5-4 al final de la primera sesión, Williams le ganó los seis que se disputaron en la segunda y cerró un triunfo por diez a cinco. Tras el partido, comentó: «No estoy tan bien como antes a la hora de entronerar, pero es probable que mi juego sea en general mejor que hace años». John Higgins, cuatro veces campeón, llegaba al Crucible por vigesimonovena vez y un cuarto de siglo después de su triunfo en la edición de 1998, si bien tras una temporada de sequía, en la que ni siquiera había llegado a las semifinales de un torneo de ranking. Al cabo de la primera sesión, ya tenía una ventaja de cinco mesas (7-2) contra Grace, y la segunda apenas duró otras cuatro, pues firmó la victoria (10-3) con tacadas de 114, 97 y 124. «Siento que estoy jugando mejor que nunca», aseveró tras el partido, en alusión a unos retoques que le había imprimido a su técnica recientemente.

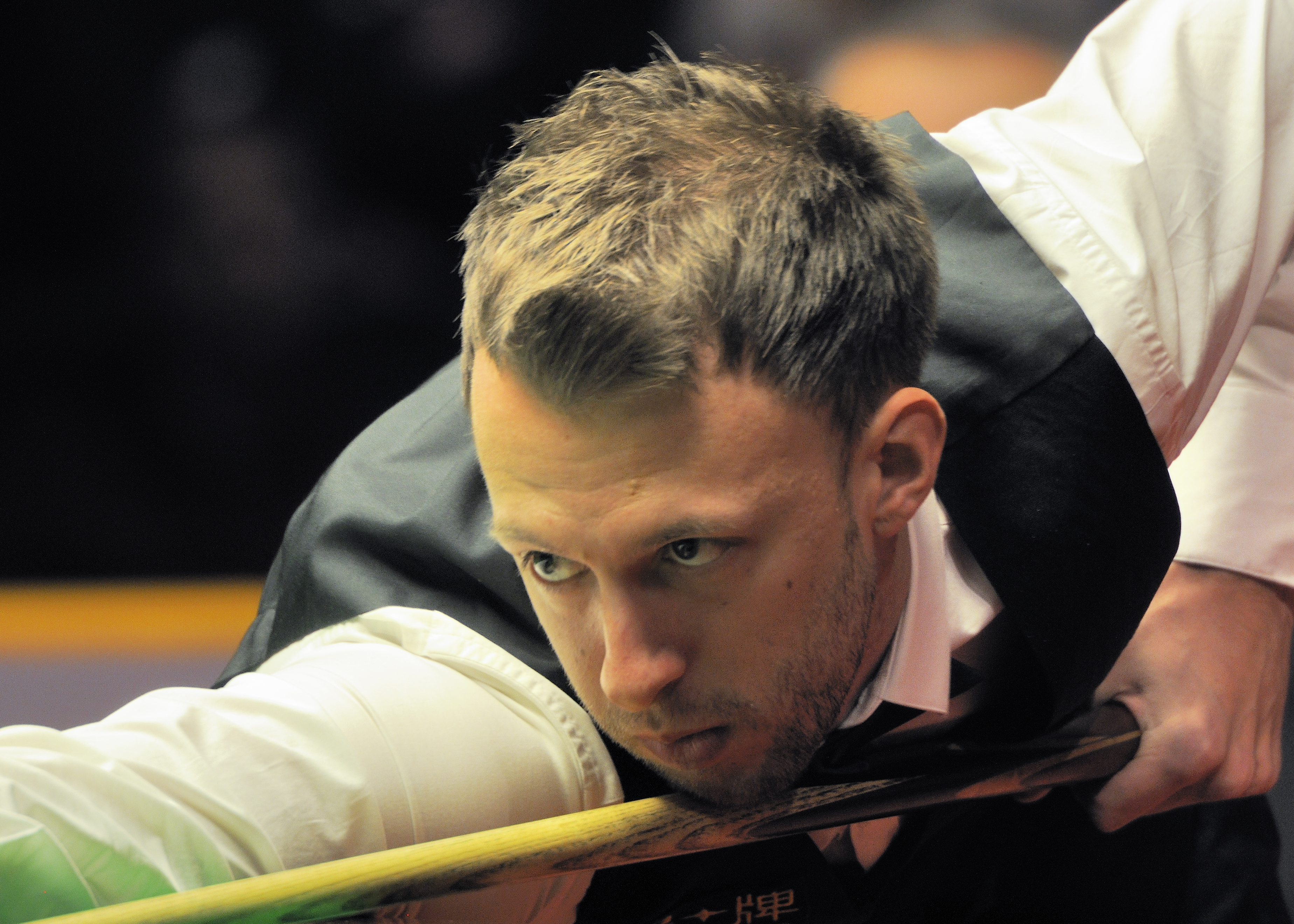
Judd Trump (fotografía de 2014), campeón de 2019 y quinto cabeza de serie, cayó en primera ronda por primera vez desde 2017

Mark Allen, que llegaba de levantar tres trofeos de ranking a lo largo de la temporada, ganó las cico primeras mesas de su enfrentamiento con el debutante Fan. Aunque el jugador chino se acercó con las tres siguientes, dos de ellas con tacadas de 122 y 110, Allen se llevó la última de la sesión para fijar una ventaja de tres (6-3). La tarde del 17 de abril, al mismo tiempo que Perry y Robert Milkins le daban inicio a su duelo en la mesa uno, la contigua, Fan y Allen reiniciaban el suyo. Unos militantes de Just Stop Oil irrumpieron en el Crucible y obligaron a detener los partidos: uno de ellos se subió a la primera mesa y desparramó talco naranja sobre el tapete; el árbitro Olivier Marteel evitó que otra de ellas se fijara con pegamento a una de las troneras de la mesa dos. La Policía de Yorkshire del Sur los detuvo a ambos, y los organizadores del torneo se vieron obligados a suspender el partido en la mesa dos durante tres cuartos de hora, de modo que hubiese tiempo de adecentarlo todo; la primera sesión del duelo entre Perry y Milkins, por el contrario, se tuvo que posponer al siguietne día, pues la mesa, afectada por el polvo naranja, no estaba en condiciones. A pesar de la interrupción, Allen completó la centena de 126 puntos a la que había dado comienzo antes de la entrada de los manifestantes, y luego cerró el partido con un marcador de diez a cinco. Hubo tiempo de cambiar el tapiz de la mesa uno para que Jack Lisowski y Saengkham pudiesen comenzar su partido a la mañana siguiente, que se desarrolló en un Crucible con medidas de seguridad redobladas. Lisowski abrió una brecha de tres mesas (6-3) ante Saengkham en una sesión de intercambios rápidos, en la que tan solo dos mesas se prolongaron más allá del cuarto de hora, y luego amplió la ventaja hasta el 9-4 en la segunda. Saengkham, sin embargo, se recompuso y encadenó tres mesas consecutivas, con una limpieza de 130 puntos en la decimosexta. Lisowkis admitió tras el partido que en ese momento estaba «entrando un poco en pánico» y que se sintió «fuera de control» hasta que logró amarrar el triunfo con un 10-7. A Slessor se enfrentó Gary Wilson, que, habiendo sido semifinalista de este torneo en 2020, no se había hecho con su primer trofeo de ranking hasta ganar el Abierto de Escocia de 2022 a comienzos de esa temporada. Abrió una brecha de cinco mesas (7-2), una de ellas con una tacada de 131. Slessor, no obstante, consiguió acercarse hasta el 8-5 y el 9-8 en la segunda sesión, pero Wilson cerró el partido (10-8) con una centena. «Yo iba a menos, y ha estado demasiado cerca», dijo tras el encuentro.

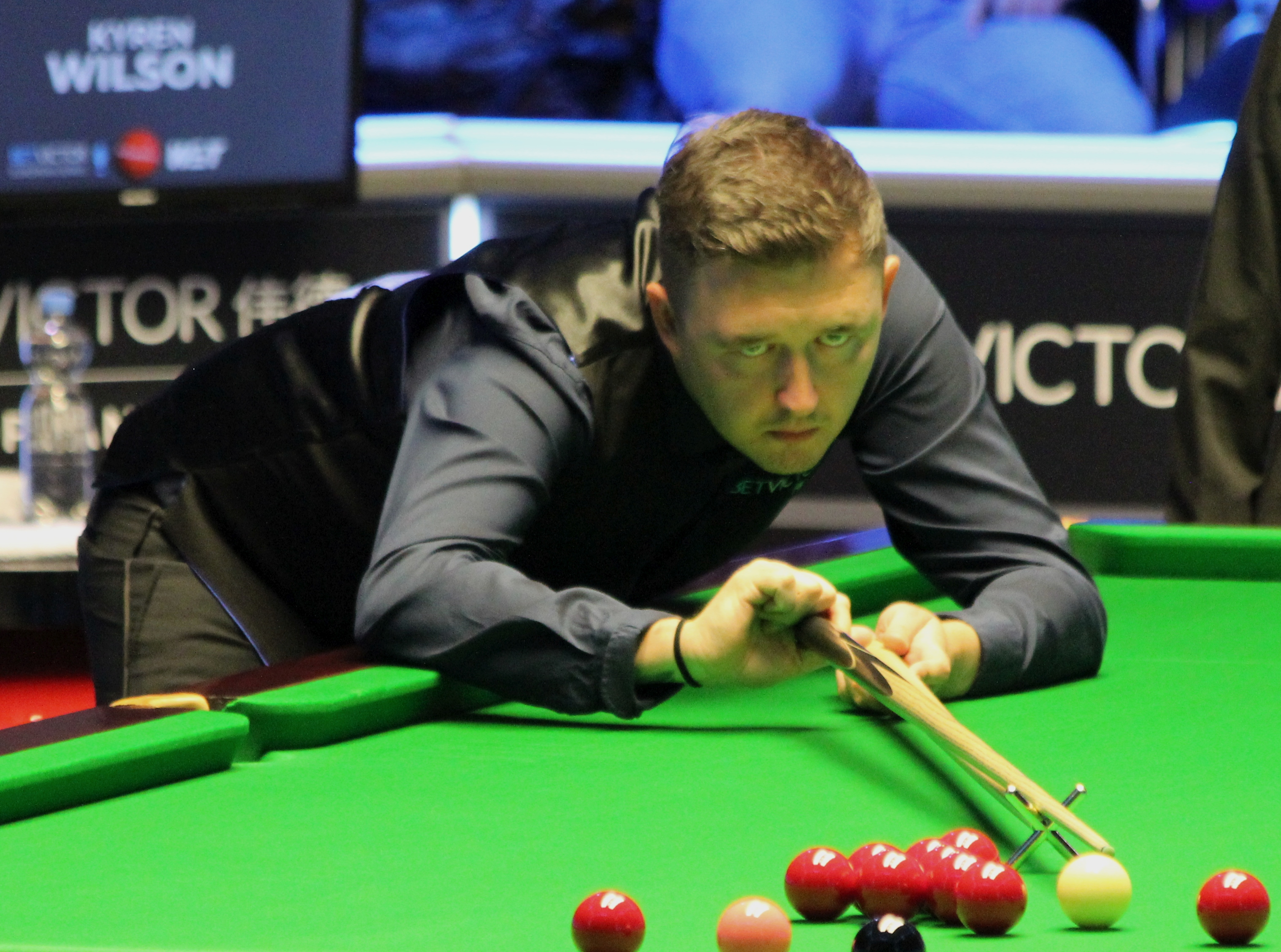
Kyren Wilson (fotografía de 2022) consiguió una tacada máxima, el noveno jugador en hacerlo en el Crucible

Judd Trump, campeón de la edición de 2019, llegaba de ganar el Masters de 2023 y le tocó enfrentarse a McGill, quien no se vio afectado por perder las dos primeras mesas y le endosó luego seis de las siguientes siete para ponerse 6-3 por delante. Cuando el partido se reanudó a la vuelta del descanso entre sesiones, Trump acotró la distancia a solo una (6-7), pero McGill se hizo con la victoria (10-6) gracias a tres consecutivas. Trump, que no caía derrotado en primera ronda desde 2017, se mostró decepcionado poro su rendimiento y admitió que se había «sentido muy oxidado» y que había «fallado muchas bolas fáciles»; añadió: «No puedes esperar ganar jugando así en el Campeonato del Mundo». En su partido con Milkins, que se había pospuesto, Perry amarró las cinco primeras mesas y llegó al final de la sesión con esa ventaja (7-2). A la vuelta, sin embargo, Milkins le ganó siete de las primeras ocho para ponerse 9-8 por delante; aunque Perry se llevó la decimoctava para forzar la decisiva, Milkins selló el 10-9 con una tacada de 63 puntos. Nadie remontaba semejante desventaja desde que Fu había derrotado a Brecel en 2017 tras ir perdiendo 1-7. Apuntó que, tras la primera sesión, había afrontado el duelo de forma diferente y que había sido «un poco más agresivo» y que también había «acelerado» para arrancar. En la otra cara de la moneda, Perry admitió el «desastre»: «He empezado mal y he ido cada vez a peor». Kyren Wilson, subcampeón de 2020, tejió una tacada máxima en la quinta mesa de su enfrentamiento con Day, la cuarta de su carrera y la decimotercera de la historia del Crucible. Se unió así una selecta lista de ocho jugadores que lo habían conseguido; Thorburn cuarenta años antes y luego Jimmy White, Hendry, Ronnie O'Sullivan, Williams, Carter, John Higgins y Neil Robertson. Dijo que era uno de los «mayores logros de [su] corta carrera» y algo que echaría la vista atrás para admirar cuando fuese anciano. En el partido, que acabó con una victoria por diez a cinco para él, sumó, además, centenas de 133, 120, 108 y 102. Tan solo O'Sullivan y Allen, en toda la historia, habían logrado firmar cinco centenas en un partido de primera ronda en el Crucible.

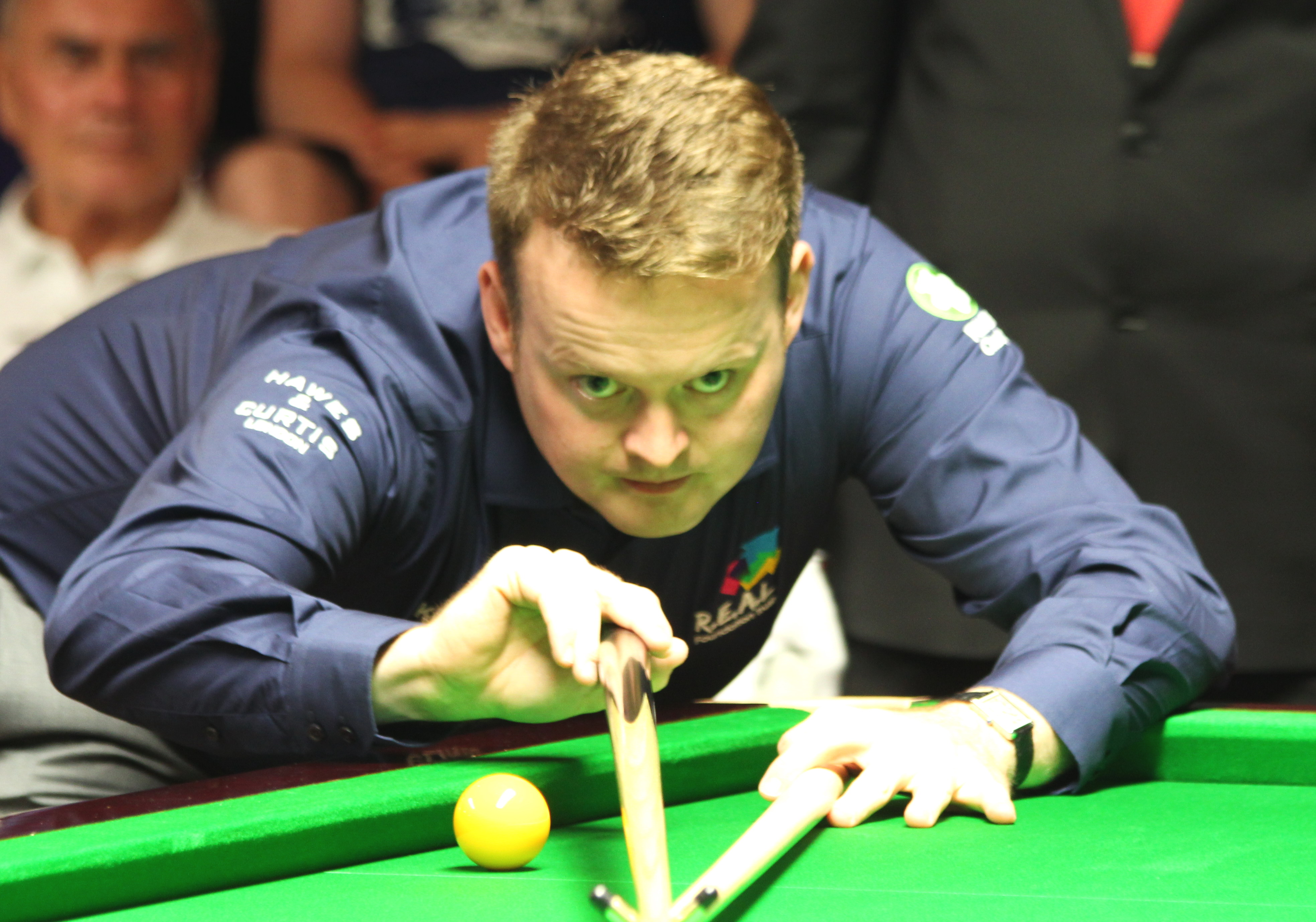
Shaun Murphy (fotografía de 2015), cuarto cabeza de serie, vio cómo Si Jiahui, que se estrenaba en el Crucible, lo derrotaba por nueve a diez

Mark Selby, cuatro veces campeón del mundo y segundo cabeza de serie, se puso 6-3 primero y 8-4 después ante Selt. Este, sin embargo, se repuso y ganó cuatro de las siguientes cinco mesas para reducir la desventaja a tan solo una (8-9), pero Selby se llevó el triunfo (10-8) con una centena de 112. Comentó tras el partido que la concentración había sido «inexistente», pero que al mismo tiempo estaba orgulloso de que su juego hubiese resistido a la presión. Selt mantenía así la racha en el Crucible: cuatro derrotas en primera ronda en cuatro participaciones. Shaun Murphy, ganador de 2005, llegaba después de una temporada en la que se había proclamado campeón tanto del Players Championship como del Tour Championship, y le tocaba medir fuerzas con Si, octogésimo en el ranking mundial y el jugador peor situado en esa clasificación que había conseguido colarse en la fase final. Ya se habían enfrentado antes, en el Campeonato del Reino Unido de 2021, y, después de que el chino, entonces amateur, eliminara al inglés, este último se había quejado y protestado por la participación de jugadores no profesionales en torneos de ese calibre. Ya en el partido del Crucible, Murphy cogió la primera ventaja (3-1), pero Si se llevó cuatro de las siguientes cinco mesas para ponerse por delante (5-4). Luego reanudó el encuentro, ya en su segunda sesión, con una centena de 120 puntos y se colocó con un 9-6 en el marcador, a solo una de la victoria; pese a ello, Murphy resistió con tres consecutivas y forzó la decisiva. En esta, aunque Si inauguró el marcador con una tacada de 56, y luego, cuando iba veintitrés puntos por delante y solo quedaba una roja sobre la mesa, dejó a su rival en situación de snooker. Murphy no logró escapar en los tres primeros intentos y, además, tras el último de ellos le dejó a Si la oportunidad de embolsar la roja. Este vació hasta la negra y selló el triunfo (10-9) para clasificarse a los octavos de final de un torneo tan solo por cuarta vez en su carrera. Murphy lo alabó y dijo que había estado «fabuloso de principio a fin», y añadió: «He ido con todo a por él, he dado todo de mí y aun así he perdido». También aventuró que sería el primer jugador chino en proclamarse campeón del mundo.

#### Segunda ronda

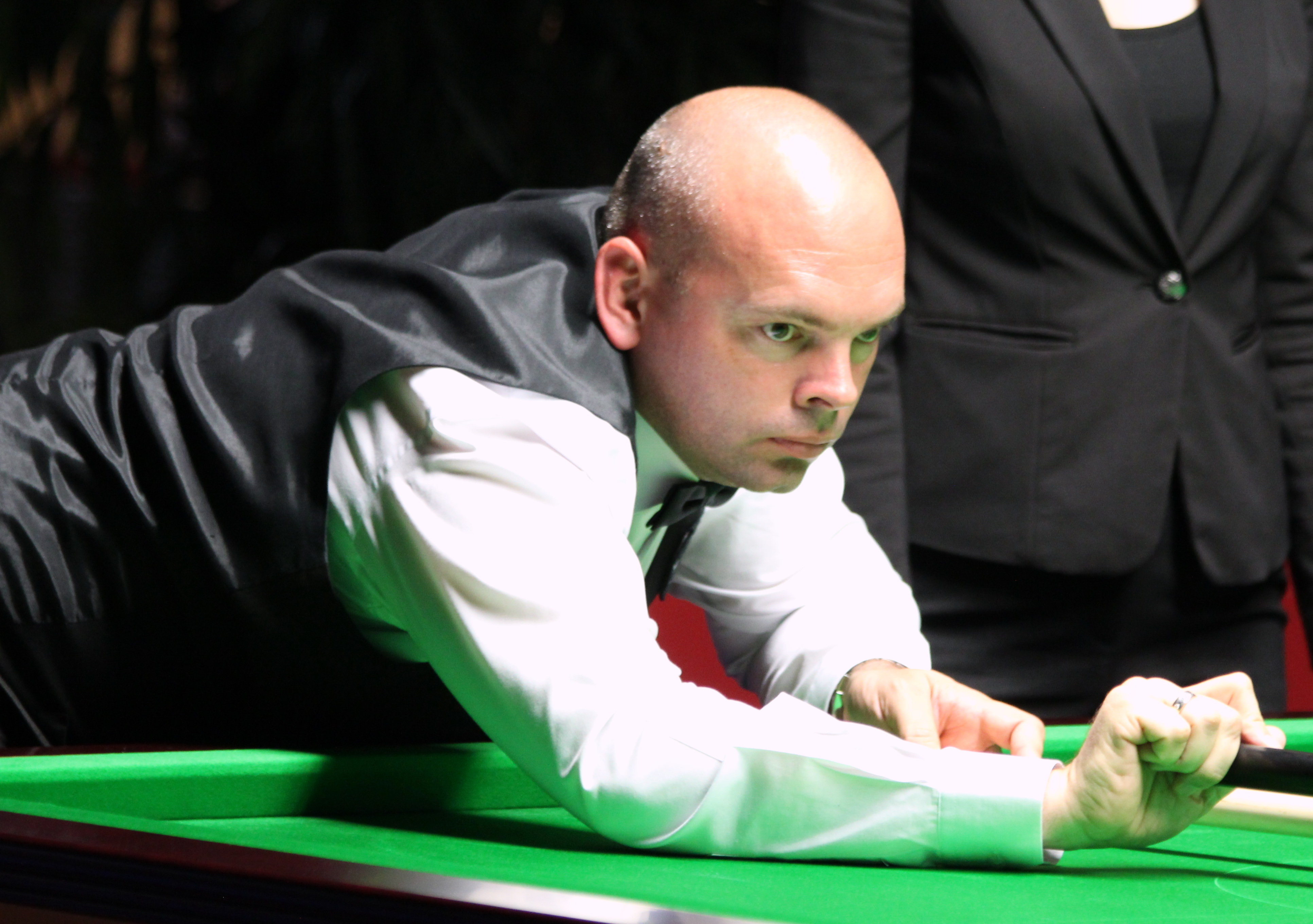
Stuart Bingham (fotografía de 2016), campeón del mundo en 2015, se cayó de entre los dieciséis mejores del mundo al caer en segunda ronda contra Mark Allen

La segunda ronda, con partidos al mejor de veinticinco mesas repartidas en tres sesiones, se celebró entre el 20 y el 24 de abril. Doce de los dieciséis cabezas de serie llegaron hasta este punto, acompañados de cuatro clasificados: Jones, McGill, Si y Vafaei. Empatado con Williams a cuatro al cabo de la primera sesión, Brecel se puso 9-7 por delante a la conclusión de la segunda, y amplió la brecha hasta las tres mesas (11-8) en la tercera. Aunque Williams restableció el empate con el once a once, el belga se llevó las dos últimas mesas con entradas de 84 y 67 puntos; se aseguró la victoria (13-11) en un encuentro en el que había conseguido hilar cuatro centenas y otras ocho medias centenas. Dijo que en ningún momento de su carrera se había sentido tan bien, mientras que Williams admitió que este «estaba entronerando bolas desde cualquier lugar» y que sin duda merecía la victoria. Allen, que al final de la primera sesión tenía una ventaja de 5-3 frente a Bingham, se anotó siete mesas consecutivas en la segunda para abrir una diferencia de ocho (12-3). Si bien Bingham se llevó la decimosexta con una centena y evitó que el partido concluyera con una sesión de sobra, la tercera apenas duró dieciséis minutos, pues Allen firmó la victoria con un 13-4, en un partido en el que había sumado trece medias centenas. Durante el enfrentamiento, llevó puesta una pulsera de colores con la palabra «papá» escrita en ella; se la había dado su hija de cinco años, Harleigh, y aseguró que le brindó paz mental. La derrota de Bingham lo sacó de entre los dieciséis mejores jugadores del mundo, pero prometió «volver a dar guerra la próxima temporada». En otro partido de segunda ronda, Jones acabó la primera sesión empatado a cuatro con Robertson, pero encadenó seis mesas seguidas para abrir una brecha de cuatro (10-6), y ganó tres de las cuatro de la última sesión, incluida una con una limpieza total de 138 puntos, para amarrar el triunfo (13-7). El australiano lo alabó y dijo que su juego defensivo había sido «increíble a lo largo del partido».

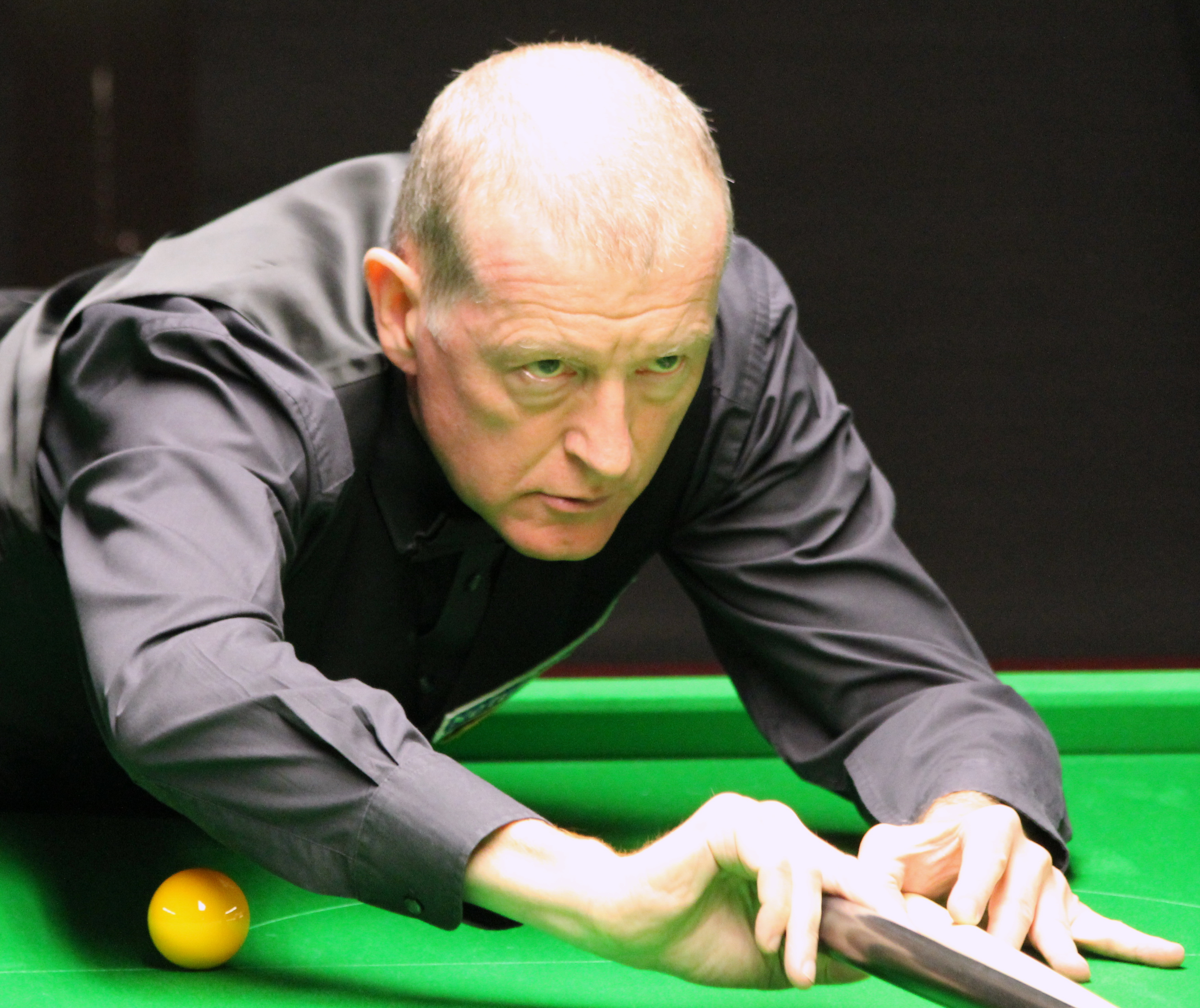
El seis veces campeón del mundo y comentarista de la BBC Steve Davis (fotografía de 2012) dijo que el de Hossein Vafaei con el que esparció todas las por la mesa fue «irrespetuoso»

En la previa del duelo con O'Sullivan, Vafaei lanzó una serie de comentarios críticos, pero el siete veces campeón del mundo respondió así: «No me involucro en esaas batallas, porque no merece la pena». Sí advertió a su rival, empero, de que palabras como aquellas no hacían más que darle una motivación para rendir, y dijo que no lo retara. A raíz de las declaraciones proferidas por ambos, los medios de comunicación aseguraron que este encuentro de segunda ronda estaba imbuido de rencor. Después de que O'Sullivan se llevase la primera mesa con una tacada de 78 puntos, Vafaei usó el saque de la segunda para ir fuerte contra el montón de rojas y esparcirlas por toda la mesa; era algo que O'Sullivan había hecho en un enfrentamiento que los dos habían tenido en las rondas clasificatorias del Masters de Alemania de 2022, algo que Vafaei se había tomado como un insulto. Como comentarista de la BBC, Steve Davis aseveró que era «irrespetuoso con el juego del snooker y con la gente que viene a verlo», mientras que Hendry, que también comentaba el partido, dijo que había sido «obviamente premeditado» y algo «ridículo». O'Sullivan, en cualquier caso, sacó provecho de ese tiro y lo siguió con otra tacada de 78 puntos, que le ganó la segunda mesa, y luego siguió por delante hasta llegar al 6-2; en el camino hacia ese marcador, tejió la ducentésima centena en el Crucible de su carrera. Ganó, además, las siete mesas que se jugaron en la segunda sesión y se llevó el duelo con un 13-2 y una sesión de sobra; tan solo había conseguido un margen tan amplio en un partido al mejor de veiticinco mesas, en la edición de 2002 ante Milkins. El partido acabó con dos centenas consecutivas —la penúltima de ellas la milésima ducentésima de su carrera— y ambos se dieron un abrazo y parecieron reconciliarse. En la rueda de prensa posterior, Vafaei afirmó que había «perdido ante el mejor de la historia», mientras que O'Sullivan respondió con las siguientes palabras: «Por mi parte no hay resentimiento. Me encanta Hossein [Vafaei], es un tipo genial y un jugador brillante».

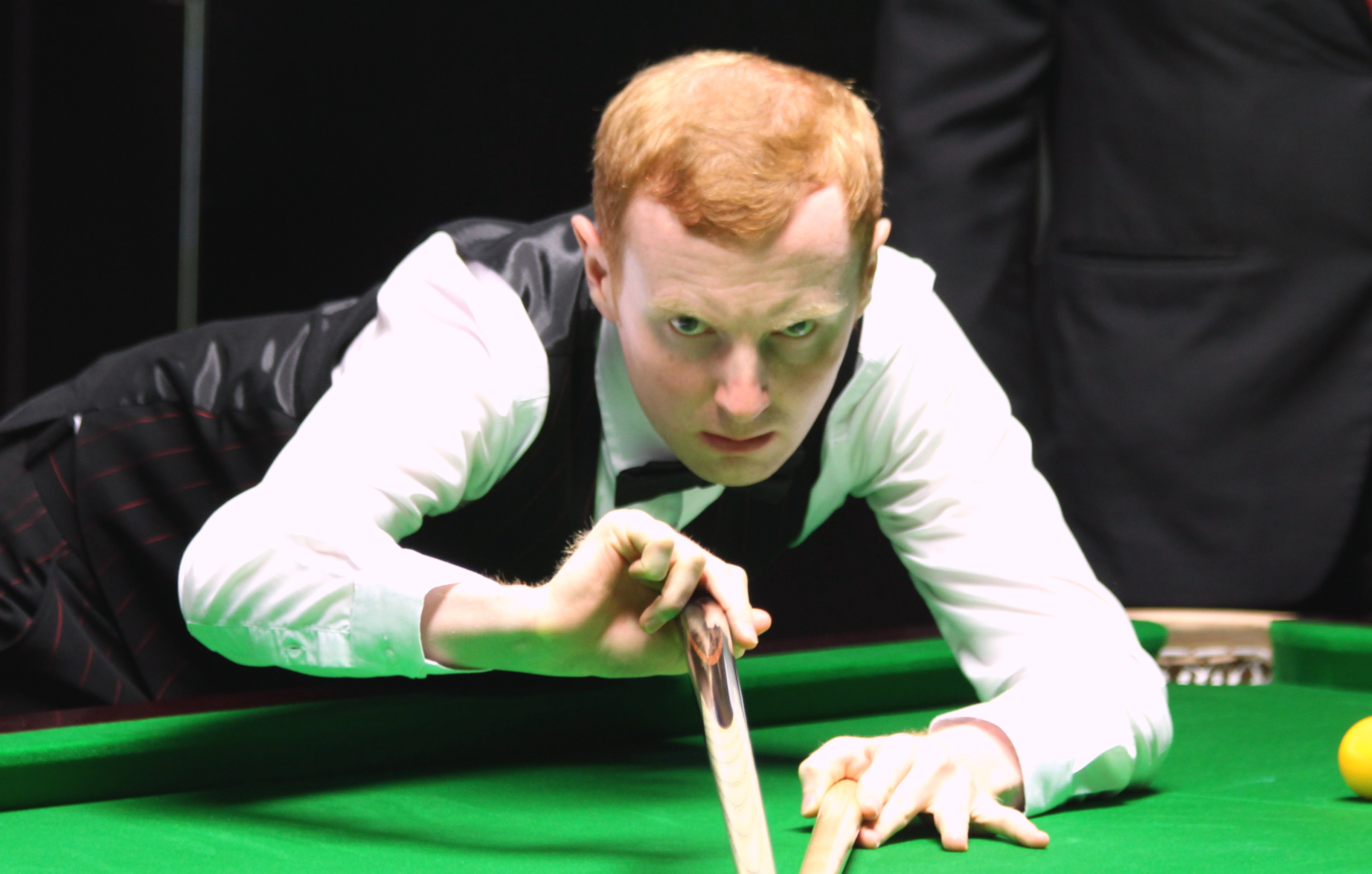
Anthony McGill (fotografía de 2016), que había llegado a través de las rondas clasficatorias, dijo que no había mejor drama que el snooker después de desbaratar el intento de remontada de Jack Lisowski en la segunda ronda

Centenas de 136, 137 y 134, tres medias centenas y otras dos mesas ganadas pusieron a Higgins 8-0 por delante de Kyren Wilson; el jugador escocés no dejaba a un rival a cero en la primera sesión desde que lo hiciera con Lisowski en 2018. Cerró el partido con un 13-2 y una sesión de sobra; dijo después que estaba «extasiado» y que le parecía un «resultado increíble». Aunque a Wilson se le había caído el taco mientras firmaba autógrafos entre una sesión y otra, le restó importancia al suceso y aseveró que no había sido el motivo por el que había perdido; alabó, en cambio, la actuación de Higgins, que tildó de «increíble». En otro de los partidos, McGill abrió una brecha de nueve mesas (10-1) ante Lisowski y, aunque este ganó siete de las siguientes ocho mesas y redujo la desventaja a solo tres, McGill no se amilanó y amarró las dos últimas para sellar la victoria con un once a ocho. A raíz del intento de remontada de Lisowski, dijo McGill: «Jugamos en un teatro y el snooker es dramático. Es la mejor clase de drama. Me encanta». Selby, campeón del Abierto de Inglaterra de 2022 y del WST Classic de 2023 a lo largo de la temporada, se enfrentó a Gary Wilson. Las cuatro primeras mesas se las repartieron entre los dos y luego Wilson ganó la quinta, de cincuenta y tres minutos y con una batalla táctica que se prolongó durante un tiempo cuando la bola rosa quedó al borde de la tronera verde, escondida detrás de dos rojas. Selby se aseguró luego tres mesas consecutivas para concluir la sesión con una ventaja de 5-3, y la amplió hasta el 10-6 en la segunda; selló el triunfo con el 13-7. Admitió luego que había sido un «partido duro» y disputado, pero se confesó «contento» de seguir adelante. Si, por su parte, ganó cuatro mesas consecutivas tanto en la primera sesión como en la segunda y adquirió una ventaja de 11-5 ante Milkins, ganador del Abierto de Gales de 2023. El jugador chino cerró el partido con un 13-7, lo que le dio derecho a participar en los cuartos de final; tan solo había llegado a esta fase en un torneo de ranking en una ocasión hasta entonces. Admitió que estaba «sorprendido» por el logro pero a la vez «honrado».

#### Cuartos de final

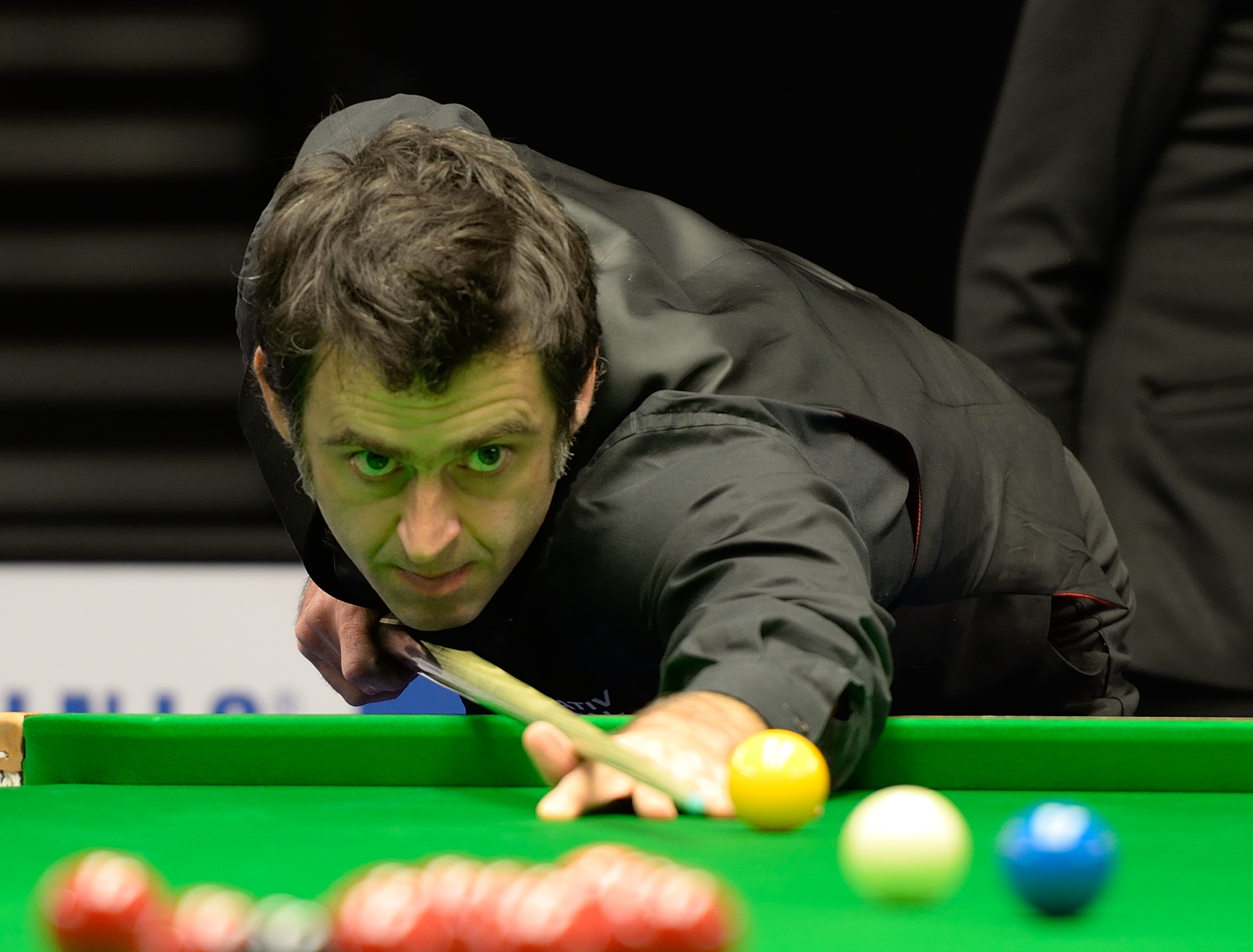
Ronnie O'Sullivan (fotografía de 2015), vigente campeón, disputó su centésimo partido en el Crucible en cuartos de final, pero perdió (10-13) ante Luca Brecel

Los cuartos de final, en los que los enfrentamientos fueron al mejor de veinticinco mesas divididas en tres sesiones, se disputaron del 25 al 26 de abril. Llegaron a esta fase cinco cabezas de serie —Allen, Brecel, Higgins, O'Sullivan y Selby— y tres jugadores que habían arribado al Crucible a través de las rondas clasificatorias —Jones, McGill y Si—. Por primera vez desde Tony Drago y Steve James en 1988, dos debutantes —esta vez Jones y Si— se colaban entre los ocho últimos de la competición. O'Sullivan disputó los cuartos de final por vigesimoprimera vez, lo que ampliaba el récord histórico que ya ostentaba, y fue además el primer jugador en alcanzar los cien partidos en el Crucible.
Se midió con Brecel, que le arrebató dos de las primeras tres mesas antes de que este ganara cinco consecutivas para concluir la sesión con un 6-2 favorable. Tras el descanso, Brecel consiguió reducir la desventaja a dos mesas en dos ocasiones (con el 6-4 y el 8-6), pero su rival restableció la brecha de cuatro con el 10-6. En la última, sin embargo, el belga se anotó siete mesas seguidas en apenas setenta y cinco minutos y selló el triunfo con el 13-10. O'Sullivan no quedaba en blanco en una sesión en el Crucible desde las semifinales de la edición de 2006, en la que se vio apeado por Dott (11-17). Tras el enfrentamiento, dijo de su rival que era «fenomenal, brillante, espectacular», y añadió: «No he visto nunca un talento como el suyo. Nadie juega así, es imposible». Brecel, por su parte, confesó que se sentía «genial por jugar así» y que era «fascinante ganarle a alguien como Ronnie [O'Sullivan] después de haber ido tan atrás». Allen, mientras tanto, disputaba sus primeros cuartos de final desde 2018; tejió una centena de 137 puntos en la tercera mesa y se recuperó de un 1-3 desfavorable para empatarle a Jones a cuatro a la conclusión de la primera mesa. Más adelante, en la segunda, se puso con un 7-5 favorable, pero Jones amarró tres de las últimas cuatro mesas para restablecer el empate (8-8). En la tercera y última sesión, el galés logró una tacada de 124 para igualar con un 10-10, pero Allen ganó las dos siguientes mesas (12-10). En la vigesimotercera mesa, que se prolongó durante una hora, Jones llegó a necesitar dos snookers; aunque se aseguró los puntos de penalización que necesitaba, fue Allen el que salió victorioso de la batalla defensiva con la negra y cerró el partido (13-10). En la rueda de prensa ulterior, prometió «darlo todo» en lo que restaba de torneo, mientras que Jones, si bien lamentó que había fallado muchos tiros fáciles a lo largo del duelo, aseguró haber aprendido mucho de su debut.

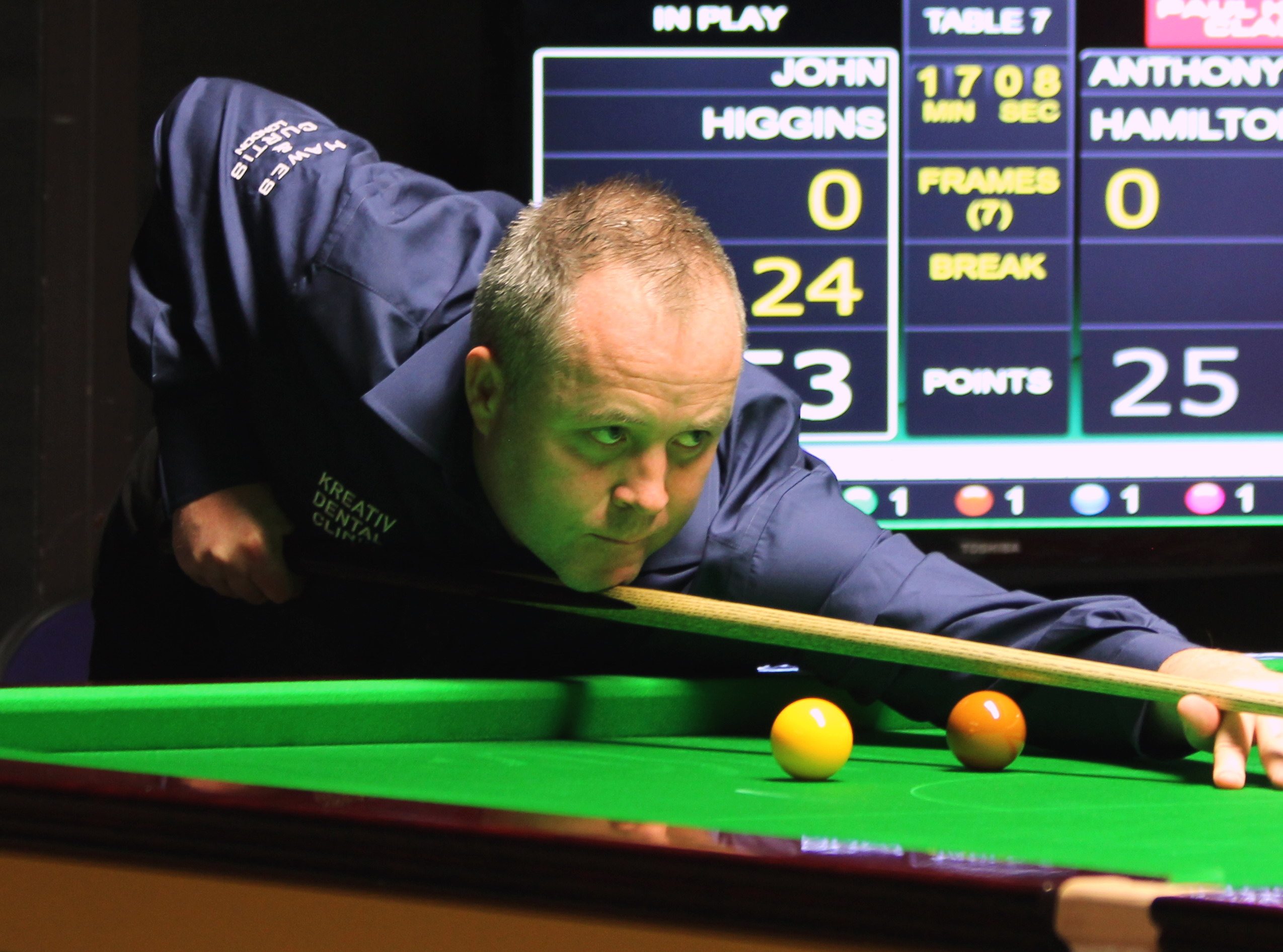
El cuatro veces campeón del mundo John Higgins (fotografía de 2015) perdió en cuartos de final, y admitió que necesitaba rendir mejor si pretendía mantener su puesto entre los dieciséis mejores del mundo en la siguiente temporada

En otro de los partidos se enfrentaron Higgins y Selby; el primero afrontaba sus decimoséptimos cuartos de final, mientras que el segundo iba por los décimos. Los jugadores, que ya se habían enfrentado antes en las finales de 2007 y 2017, igualaron con sendas tacadas de 67 puntos la primera mesa, que hubo de decidirse con una negra recolocada; Higgins anotó la negra después de un extenso duelo deefnsivo, y abrió después una brecha de tres mesas (4-1), pero Selby le contestó con tres consecutivas para restablecer las tablas en el marcador (4-4). Apenas se jugaron seis mesas en la sesión, y Selby ganó cinco de ellas para ponerse con un 9-5. En la última sesión, además, amarró tres de las primeras cuatro y se puso a solo una de la victoria con el 12-6. Aunque vio cómo Higgins tejía una centena en la decimonovena mesa, consiguió sellar el triunfo con un trece a siete. La derrota de Higgins supuso que, por primera vez desde la 2011-12, encadenaba una temporada completa sin llegar más allá de los cuartos de final; alabó, aun así, el juego táctico de su rival y dijo que era «un animal en la mesa» y «un maestro del juego del snooker». Aseveró, asimismo, que si quería mantenerse entre los dieciséis mejores jugadores del mundo, debería desplegar un juego mucho mejor de cara a la siguiente temporada. Por otro lado, no llegaba a cuartos de final alguien más joven que Si, de 20 años, desde Stevens en el año 1998. Se enfrentó a McGill, que disputaba esta fase por tercera vez en los últimos cuatro años. Aunque Si se hizo con cuatro de las primeras cinco mesas, el escocés le respondió con las tres últimas de la sesión para irse al descanso con un empate a cuatro. Luego, a la vuelta, se puso 8-6 por delante, pero Si contestó con tacadas de 80 y 86 puntos para recuperar el empate, esta vez a ocho. En la última sesión, McGill abrió una ventaja de 11-9, pero Si se puso a tan solo una mesa de la victoria con el 12-11. Aunque McGill empató a doce con una limpieza total de 130 puntos, falló un tiro que jugó con la izquierda en la mesa decisiva que le permitió a Si hilar una tacada de 41 puntos. McGill no logró obtener los snookers que necesitaba y se rindió, lo que otorgó la victoria a Si (13-12). El vencedor dijo tras el partido que «solía temblar por los nervios de las mesas decisivas», pero que ahora era «más fuerte mentalmente». McGill, por su parte, comentó: «He jugado mal en general, mi juego no ha estado ahí».

#### Semifinales
Las semifinales, que se jugaron entre el 27 y el 29 de abril, fueron al mejor de treinta y tres mesas, divididas en cuatro sesiones. Llegaron a ellas tres cabezas de serie (Allen, Brecel y Selby) y un clasificado (Si). Eran las octavas semifinales de un Campeonato Mundial de Snooker para Selby, mientras que Allen llegaba a la fase en la que el Crucible queda con una única mesa por segunda vez en su carrera, catorce años después de su aparición en las de 2009. Brecel, por su parte, era el primer representante de la Europa continental en arribar hasta este punto del torneo en toda la historia. Para Si, por otro lado, era la primera semifinal de un torneo de ranking en toda su carrera, pues hasta entonces su mayor logro era alcanzar los cuartos de final del Masters de Europa de 2022. Era, asimismo, el primer debutante que se colaba entre los cuatro últimos jugadores en pie del campeonato desde que Hicks lo hiciera en 1995 y el más joven desde O'Sullivan en 1996. Tan solo otro jugador de la China continental, Ding Junhui, había participado en unas semifinales hasta entonces.

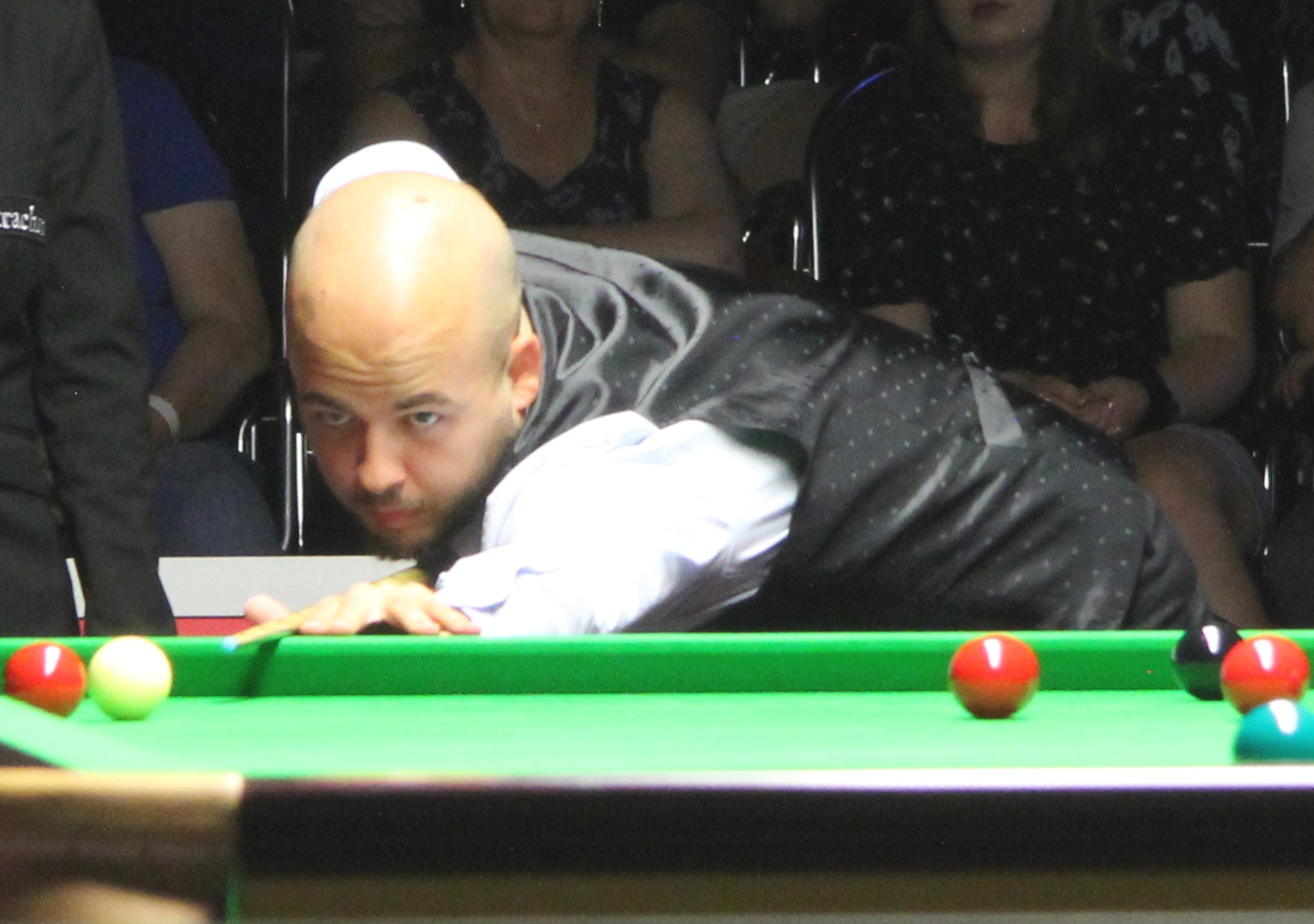
Luca Brecel (fotografía de 2022) remontó un 5-14 ante Si Jiahui en las semifinales para acabar ganando 17-15; nadie hasta entonces había remontado nueve mesas de desventaja en el Crucible. Acabaría por ganar el título, algo que nadie de la Europa continental había logrado antes

En su primer semifinal, Si, que se medía con Brecel, logró encadenar tacadas de 125, 102 y 97 y además se llevó la octava mesa con la última negra para instalar una ventaja de 5-3 en el marcador al cabo de la primera sesión. Complementó estas entradas con una centena y otras cinco medias centenas y se puso con seis mesas de ventaja (11-5). Brecel, que apenas hiló una media centena en toda la sesión, tiró la bola blanca fuera de la mesa con el taco en una de las concesiones, y vio cómo el árbitro, Rob Spencer, le pedía que se calmara. La tercera sesión arrancó con tacadas de 90, 132 y 97 para Si, que amasó una ventaja de nueve mesas con el 14-5. Brecel, no obstante, respondió con un 108, un 60 y un 66 y se llevó las cuatro siguientes. En la última de la sesión, Si falló una verde y no pudo completar la limpieza, lo que le permitió a su rival amarrar la mesa y reducir la ventaja a cuatro (14-10). Los jugadores salieron del Crucible aclamados por el público al cabo de la sesión, que llegó a ser tildada de «una de las más emocionantes» jamás vistas. A la vuelta, y ya en la postrera sesión, Brecel ganó las seis primeras mesas —que hacían ya once consecutivas— y se puso por delante (16-14). Pese a que Si ganó la siguiente con una tacada de 90 puntos, el belga selló la victoria (17-15), lo que lo convirtió en el primer jugador en remontar nueve mesas en el Crucible. Hasta entonces, el récord estaba en manos de Dennis Taylor, que en la final de 1985 había desbaratado una ventaja de ocho de Steve Davis. Brecel, a cuya novia se le había concedido un pasaporte expedito para que pudiera llegar a ver la última sesión, aseguró tras el partido que estaba «temblando mucho» durante la última mesa, y añadió que «ganar significa mucho en un juego como este y un torneo tan importante como este». Si, cuyos resultados le permitieron escalar desde el octogésimo puesto del ranking mundial hasta el trigésimo sexto, afirmó lo siguiente: «Quería ganar, de verdad, y estaba tan nervioso que no he podido ponerme en marcha».
En la otra semifinal, Selby, que se veía las caras con Allen, hiló una tacada de 123 puntos en la primera mesa y luego se puso con un 3-2 favorable. No obstante, tan solo consiguió anotar un punto en lo que restaba de sesión, mientras que su rival le ganó tres mesas consecutivas, todas ellas con medias centenas, y le dio la vuelta al partido (5-3). También se llevó Allen la primera mesa de la segunda sesión, pero Selby le contestó con las cuatro próximas (7-6). Tan solo llegaron a disputarse cinco de las ocho mesas programadas, pues muchas de ellas se prolongaron: tres duraron más de cuarenta minutos y hubo dos re-racks. Los rivales se repartieron las ocho mesas de la tercera sesión, lo que dejó a Selby con una ventaja de una (11-10) de cara a la última. En esta, sin embargo, aceleró y encadenó cinco consecutivas y se puso a una sola de la victoria con el 16-10. Aunque Allen también ganó cinco seguidas y se puso a tan solo una (16-15), Selby logró entradas de 64 y 28 en la trigésima segunda y se ganó una plaza en la final (17-15). Tras el partido, dijo: «Con el 16-15, es probable que él [Mark Allen] fuera el favorito por la incercia, pero me he mantenido sereno, lo que me ha permitido hilar una buena tacada de sesentaipico». Allen, por su parte, dijo que había «rendido por debajo de su nivel» y se confesó «decepcionado» consigo mismo, pero apostilló: «No me he rendido en ningún momento y he tenido alguna oportunidad».

#### Final

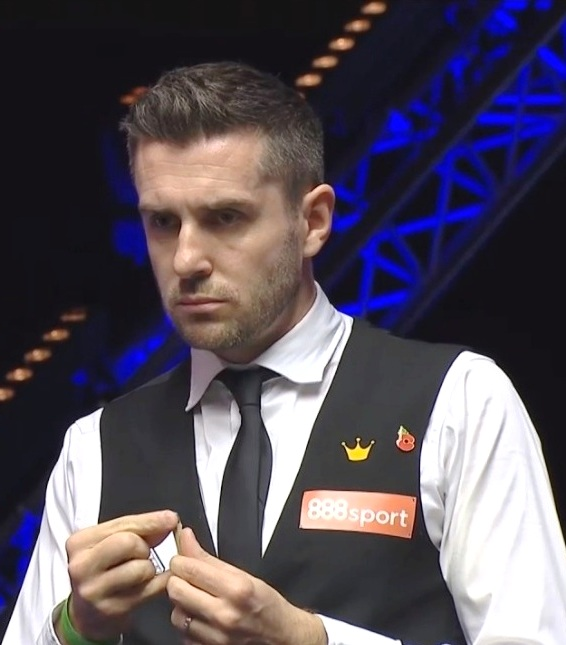
Mark Selby (fotografía de 2020) fue subcampeón del torneo, pero logró la primera tacada máxima de la historia en una final del Campeonato Mundial

El vencedor del campeonato se decidió entre el 30 de abril y el 1 de mayo, con una final que se jugó al mejor de treinta y cinco mesas, en cuatro sesiones. Fue la primera final para Brecel, mientras que Selby ya había disputado otras cinco, con cuatro victorias y una derrota. Brendan Moore, que ya dirigió las de 2014 y 2018, se encargó de supervisar esta antes de retirarse. La primera bola que Brecel emboco fue gracias a un fluke con una roja que luego acompañó de una tacada de 77 puntos en apenas seis minutos. Amarró cinco de las seis primeras mesas y se puso con una ventaja de 5-1, que mantenía al cabo de la primera sesión (6-2).
La segunda arrancó con la primera centena del partido para Selby, una de 134, pero el rival le contestó con una limpieza de 99 puntos en la décima mesa. Aun así, se aseguró tanto la undécima mesa —con una entrada de 96— como la duodécima y redujo la desventaja a tan solo dos (5-7) antes del minidescanso. Luego el belga amarró dos mesas con entradas de 72 y 67 puntos y se colocó con una diferencia de cuatro (9-5), pero Selby se cercioró de que la decimoquinta subía a su marcador con una tacada de 61. En la siguiente, tejió una tacada máxima, algo que no había sucedido nunca en la historia hasta entonces en una final del Campeonato Mundial; era la quinta de su carrera y la decimocuarta de la era del Crucible. Si la máxima de Kyren Wilson en este mismo torneo lo había situado como noveno jugador en lograrlo en este escenario —tras Thorburn, Jimmy White, Hendry, Ronnie O'Sullivan, Williams, Carter, John Higgins y Neil Robertson—, Selby se sumó a esa lista en el décimo puesto. El jugador dijo que era para él un «logro increíble» y algo que recordaría el resto de su vida. Le puso la guinda a la sesión llevándose la decimoséptima mesa también, que le situó a tan solo una de Brecel (8-9) al cabo de la primera jornada de juego.
Ya en el segundo día, Brecel se hizo con las cuatro primeras mesas, tres de ellas con centenas de 113, 101 y 141, lo que le colocó con una ventaja de trece a ocho en el marcador. Aunque Selby le arrebató las dos siguientes con entradas de 63 y 54, volvió a la carga con otra centena, esta de 119, en la vigesimocuarta mesa; Philip Studd, comentarista de Eurosport, la tildó de «sobresaliente». Se anotó igualmente la última mesa de la tercera sesión (15-10). A la vuelta, ya para la última sesión del partido y del campeonato, el belga golpeó primero con una tacada de 67 puntos para ponerse con un 16-10, a tan solo dos mesas de la victoria, pero Selby contestó con cinco mesas consecutivas en las que, además de una centena, encestó 315 puntos sin respuesta de su rival, lo que le permitió reducir el margen a tan solo una mesa (15-16). Tuvo, además, la oportunidad de restaurar las tablas en la trigésima segunda mesa, pero falló una negra, lo que le dio a Brecel la ocasión de entrar y sumar 51 puntos; pese a ello, Selby volvió a disponer de la posibilidad de amarrar la mesa tras un fluke con una roja, pero fue su contrincante el que la ganó después de que fallara la marrón. Con el 17-15 favorable a Brecel en el marcador, Selby cometió un fallo defensivo, de tal manera que Brecel entró a la mesa, hiló una centena de 112 puntos y se proclamó campeón del mundo por primera vez, en lo que era su cuarto triunfo en un trofeo de ranking. Hasta entonces, tan solo tres jugadores que no fueran británicos lo habían ganado: el canadiense Thorburn, el irlandés Doherty y el australiano Neil Robertson. En las palabras que pronunció tras la victoria, le reconoció a Selby todo lo que este había luchado y admitió que, cuando se le puso a tan solo una mesa de distancia con el 16-15, pensaba que no iba a ganar, pues encadenaba cinco mesas perdidas consecutivas y estaba «fallando bolas por mucho». Sobre su triunfo, dijo que era «un sueño hecho realidad» y «el mejor momento» de su vida. Selby, por su parte, dijo que había «peleado» en la final y que lo había «dado todo», pero felicitó a su oponente, del que dijo que era «un gran talento y un gran tipo». Brecel, que ascendió con esta victoria hasta la segunda plaza del ranking mundial, predijo que su triunfo ayudaría a que el snooker «estallara» en la Europa continental.

## Resultados

### Rondas clasificatorias
Se muestran a continuación los resultados de las rondas clasificatorias. Entre paréntesis, se indica el puesto en el que accedieron los jugadores a estas rondas previas; se denota con una «(a)» a los amateurs y en negrita a los ganadores de cada enfrentamiento. La WPBSA eligió a dieciséis jugadores amateurs, que jugaron en estas fases junto con los 103 profesionales que no estaban entre los dieciséis mejores del ranking —ya clasificados automáticamente para la fase final— y los nueve que mejor habían rendido en la Q School en 2022. Los jugadores que quedan resaltados en negrita en la columna situada más a la derecha son los que se clasificaron para la fase final.
| Primera ronda (al mejor de 19 mesas) | Primera ronda (al mejor de 19 mesas) | Primera ronda (al mejor de 19 mesas) | Segunda ronda (al mejor de 19 mesas) | Segunda ronda (al mejor de 19 mesas) | Segunda ronda (al mejor de 19 mesas) | Segunda ronda (al mejor de 19 mesas) | Tercera ronda (al mejor de 19 mesas) | Tercera ronda (al mejor de 19 mesas) | Tercera ronda (al mejor de 19 mesas) | Tercera ronda (al mejor de 19 mesas) | Cuarta ronda (al mejor de 19 mesas) | Cuarta ronda (al mejor de 19 mesas) | Cuarta ronda (al mejor de 19 mesas) |
| Primera parte del cuadro             |                                      |                                      |                                      |                                      |                                      |                                      |                                      |                                      |                                      |                                      |                                     |                                     |                                     |
| Ashley Hugill (81)                   | 10                                   |                                      |                                      | Lukas Kleckers (80)                  | 8                                    |                                      |                                      | Ryan Day (17)                        | 10                                   |                                      |                                     | Ryan Day (17)                       | 10                                  |
| George Pragnell (a)                  | 8                                    | Ashley Hugill (81)                   | 10                                   | Ashley Hugill (81)                   | 8                                    |                                      |                                      |                                      |                                      |                                      |                                     | Ryan Day (17)                       | 10                                  |
|                                      |                                      |                                      |                                      |                                      |                                      |                                      |                                      |                                      |                                      |                                      |                                     |                                     |                                     |
| Fergal O'Brien (112)                 | 8                                    | Scott Donaldson (49)                 | 10                                   | Yuan Sijun (48)                      | 7                                    | Scott Donaldson (49)                 | 0                                    |                                      |                                      |                                      |                                     |                                     |                                     |
| Liam Davies (a)                      | 10                                   | Liam Davies (a)                      | 1                                    | Scott Donaldson (49)                 | 10                                   | Scott Donaldson (49)                 | 0                                    |                                      |                                      |                                      |                                     |                                     |                                     |
| Segunda parte del cuadro             |                                      |                                      |                                      |                                      |                                      |                                      |                                      |                                      |                                      |                                      |                                     |                                     |                                     |
| Zak Surety (96)                      | 10                                   |                                      |                                      | Xu Si (65)                           | 10                                   |                                      |                                      | Jamie Jones (32)                     | 7                                    |                                      |                                     | Xu Si (65)                          | 5                                   |
| Farakh Ajaib (a)                     | 6                                    | Zak Surety (96)                      | 4                                    | Xu Si (65)                           | 10                                   |                                      |                                      |                                      |                                      |                                      |                                     | Xu Si (65)                          | 5                                   |
|                                      |                                      |                                      |                                      |                                      |                                      |                                      |                                      |                                      |                                      |                                      |                                     |                                     |                                     |
| Ken Doherty (97)                     | 10                                   | Hammad Miah (64)                     | 6                                    | Pang Junxu (33)                      | 10                                   | Pang Junxu (33)                      | 10                                   |                                      |                                      |                                      |                                     |                                     |                                     |
| Reanne Evans                         | 5                                    | Ken Doherty (97)                     | 10                                   | Ken Doherty (97)                     | 6                                    | Pang Junxu (33)                      | 10                                   |                                      |                                      |                                      |                                     |                                     |                                     |
| Tercera parte del cuadro             |                                      |                                      |                                      |                                      |                                      |                                      |                                      |                                      |                                      |                                      |                                     |                                     |                                     |
| Ng On-yee (104)                      | 8                                    |                                      |                                      | Oliver Lines (57)                    | 10                                   |                                      |                                      | Anthony Hamilton (40)                | 10                                   |                                      |                                     | Anthony Hamilton (40)               | 2                                   |
| Michael Holt (a)                     | 10                                   | Michael Holt (a)                     | 9                                    | Oliver Lines (57)                    | 9                                    |                                      |                                      |                                      |                                      |                                      |                                     | Anthony Hamilton (40)               | 2                                   |
|                                      |                                      |                                      |                                      |                                      |                                      |                                      |                                      |                                      |                                      |                                      |                                     |                                     |                                     |
| Ben Mertens (89)                     | 10                                   | Julien Leclercq (72)                 | 6                                    | Jimmy Robertson (25)                 | 10                                   | Jimmy Robertson (25)                 | 10                                   |                                      |                                      |                                      |                                     |                                     |                                     |
| Victor Sarkis                        | 3                                    | Ben Mertens (89)                     | 10                                   | Ben Mertens (89)                     | 6                                    | Jimmy Robertson (25)                 | 10                                   |                                      |                                      |                                      |                                     |                                     |                                     |
| Cuarta parte del cuadro              |                                      |                                      |                                      |                                      |                                      |                                      |                                      |                                      |                                      |                                      |                                     |                                     |                                     |
| Ryan Thomerson (105)                 | 8                                    |                                      |                                      | Elliot Slessor (56)                  | 10                                   |                                      |                                      | Liam Highfield (41)                  | 9                                    |                                      |                                     | Elliot Slessor (56)                 | 10                                  |
| Ian Martin (a)                       | 10                                   | Ian Martin (a)                       | 3                                    | Elliot Slessor (56)                  | 10                                   |                                      |                                      |                                      |                                      |                                      |                                     | Elliot Slessor (56)                 | 10                                  |
|                                      |                                      |                                      |                                      |                                      |                                      |                                      |                                      |                                      |                                      |                                      |                                     |                                     |                                     |
| James Cahill (88)                    | 10                                   | Lei Peifan (73)                      | 6                                    | Zhou Yuelong (24)                    | 10                                   | Zhou Yuelong (24)                    | 5                                    |                                      |                                      |                                      |                                     |                                     |                                     |
| Stephen Hendry                       | 4                                    | James Cahill (88)                    | 10                                   | James Cahill (88)                    | 4                                    | Zhou Yuelong (24)                    | 5                                    |                                      |                                      |                                      |                                     |                                     |                                     |
| Quinta parte del cuadro              |                                      |                                      |                                      |                                      |                                      |                                      |                                      |                                      |                                      |                                      |                                     |                                     |                                     |
| Andrew Pagett (85)                   | 10                                   |                                      |                                      | Duane Jones (76)                     | 7                                    |                                      |                                      | Hossein Vafaei (21)                  | 10                                   |                                      |                                     | Hossein Vafaei (21)                 | 10                                  |
| Gao Yang (a)                         | 9                                    | Andrew Pagett (85)                   | 10                                   | Andrew Pagett (85)                   | 4                                    |                                      |                                      |                                      |                                      |                                      |                                     | Hossein Vafaei (21)                 | 10                                  |
|                                      |                                      |                                      |                                      |                                      |                                      |                                      |                                      |                                      |                                      |                                      |                                     |                                     |                                     |
| Oliver Brown (108)                   | 5                                    | Jackson Page (53)                    | 10                                   | Martin Gould (44)                    | 6                                    | Jackson Page (53)                    | 6                                    |                                      |                                      |                                      |                                     |                                     |                                     |
| Ross Muir (a)                        | 10                                   | Ross Muir (a)                        | 2                                    | Jackson Page (53)                    | 10                                   | Jackson Page (53)                    | 6                                    |                                      |                                      |                                      |                                     |                                     |                                     |
| Sexta parte del cuadro               |                                      |                                      |                                      |                                      |                                      |                                      |                                      |                                      |                                      |                                      |                                     |                                     |                                     |
| Andy Lee (92)                        | 3                                    |                                      |                                      | Louis Heathcote (69)                 | 7                                    |                                      |                                      | Joe O'Connor (28)                    | 8                                    |                                      |                                     | Andrew Higginson (a)                | 5                                   |
| Andrew Higginson (a)                 | 10                                   | Andrew Higginson (a)                 | 10                                   | Andrew Higginson (a)                 | 10                                   |                                      |                                      |                                      |                                      |                                      |                                     | Andrew Higginson (a)                | 5                                   |
|                                      |                                      |                                      |                                      |                                      |                                      |                                      |                                      |                                      |                                      |                                      |                                     |                                     |                                     |
| Sean O'Sullivan (101)                | 10                                   | David Grace (60)                     | 10                                   | Sam Craigie (37)                     | 8                                    | David Grace (60)                     | 10                                   |                                      |                                      |                                      |                                     |                                     |                                     |
| Liam Graham (a)                      | 9                                    | Sean O'Sullivan (101)                | 8                                    | David Grace (60)                     | 10                                   | David Grace (60)                     | 10                                   |                                      |                                      |                                      |                                     |                                     |                                     |
| Séptima parte del cuadro             |                                      |                                      |                                      |                                      |                                      |                                      |                                      |                                      |                                      |                                      |                                     |                                     |                                     |
| Peng Yisong (100)                    | 4                                    |                                      |                                      | Mark Davis (61)                      | 10                                   |                                      |                                      | Lyu Haotian (36)                     | 8                                    |                                      |                                     | Mark Davis (61)                     | 9                                   |
| Michael Georgiou (a)                 | 10                                   | Michael Georgiou (a)                 | 8                                    | Mark Davis (61)                      | 10                                   |                                      |                                      |                                      |                                      |                                      |                                     | Mark Davis (61)                     | 9                                   |
|                                      |                                      |                                      |                                      |                                      |                                      |                                      |                                      |                                      |                                      |                                      |                                     |                                     |                                     |
| Sanderson Lam (93)                   | 10                                   | Mitchell Mann (68)                   | 5                                    | Joe Perry (29)                       | 10                                   | Joe Perry (29)                       | 10                                   |                                      |                                      |                                      |                                     |                                     |                                     |
| Liam Pullen (a)                      | 7                                    | Sanderson Lam (93)                   | 10                                   | Sanderson Lam (93)                   | 8                                    | Joe Perry (29)                       | 10                                   |                                      |                                      |                                      |                                     |                                     |                                     |
| Octava parte del cuadro              |                                      |                                      |                                      |                                      |                                      |                                      |                                      |                                      |                                      |                                      |                                     |                                     |                                     |
| Dechawat Poomjaeng (109)             | 10                                   |                                      |                                      | Matthew Stevens (52)                 | 10                                   |                                      |                                      | Jamie Clarke (45)                    | 3                                    |                                      |                                     | Matthew Stevens (52)                | 7                                   |
| Mink Nutcharut                       | 7                                    | Dechawat Poomjaeng (109)             | 8                                    | Matthew Stevens (52)                 | 10                                   |                                      |                                      |                                      |                                      |                                      |                                     | Matthew Stevens (52)                | 7                                   |
|                                      |                                      |                                      |                                      |                                      |                                      |                                      |                                      |                                      |                                      |                                      |                                     |                                     |                                     |
| Barry Pinches (84)                   | 10                                   | Fraser Patrick (77)                  | 6                                    | David Gilbert (20)                   | 10                                   | David Gilbert (20)                   | 10                                   |                                      |                                      |                                      |                                     |                                     |                                     |
| Ross Bulman (a)                      | 6                                    | Barry Pinches (84)                   | 10                                   | Barry Pinches (84)                   | 3                                    | David Gilbert (20)                   | 10                                   |                                      |                                      |                                      |                                     |                                     |                                     |
| Novena parte del cuadro              |                                      |                                      |                                      |                                      |                                      |                                      |                                      |                                      |                                      |                                      |                                     |                                     |                                     |
| John Astley (83)                     | 10                                   |                                      |                                      | Craig Steadman (78)                  | 8                                    |                                      |                                      | Anthony McGill (19)                  | 10                                   |                                      |                                     | Anthony McGill (19)                 | 10                                  |
| Steven Hallworth (a)                 | 9                                    | John Astley (83)                     | 10                                   | John Astley (83)                     | 9                                    |                                      |                                      |                                      |                                      |                                      |                                     | Anthony McGill (19)                 | 10                                  |
|                                      |                                      |                                      |                                      |                                      |                                      |                                      |                                      |                                      |                                      |                                      |                                     |                                     |                                     |
| Himanshu Jain (110)                  | 2                                    | Ben Woollaston (51)                  | 10                                   | Cao Yupeng (46)                      | 10                                   | Cao Yupeng (46)                      | 6                                    |                                      |                                      |                                      |                                     |                                     |                                     |
| Daniel Wells (a)                     | 10                                   | Daniel Wells (a)                     | 6                                    | Ben Woollaston (51)                  | 6                                    | Cao Yupeng (46)                      | 6                                    |                                      |                                      |                                      |                                     |                                     |                                     |
| Décima parte del cuadro              |                                      |                                      |                                      |                                      |                                      |                                      |                                      |                                      |                                      |                                      |                                     |                                     |                                     |
| Marco Fu (94)                        | 5                                    |                                      |                                      | Jimmy White (67)                     | 4                                    |                                      |                                      | Noppon Saengkham (30)                | 10                                   |                                      |                                     | Noppon Saengkham (30)               | 10                                  |
| Martin O'Donnell (a)                 | 10                                   | Martin O'Donnell (a)                 | 10                                   | Martin O'Donnell (a)                 | 6                                    |                                      |                                      |                                      |                                      |                                      |                                     | Noppon Saengkham (30)               | 10                                  |
|                                      |                                      |                                      |                                      |                                      |                                      |                                      |                                      |                                      |                                      |                                      |                                     |                                     |                                     |
| Andres Petrov (99)                   | 7                                    | Zhang Anda (62)                      | 10                                   | Xiao Guodong (35)                    | 5                                    | Zhang Anda (62)                      | 9                                    |                                      |                                      |                                      |                                     |                                     |                                     |
| Stan Moody (a)                       | 10                                   | Stan Moody (a)                       | 3                                    | Zhang Anda (62)                      | 10                                   | Zhang Anda (62)                      | 9                                    |                                      |                                      |                                      |                                     |                                     |                                     |
| Undécima parte del cuadro            |                                      |                                      |                                      |                                      |                                      |                                      |                                      |                                      |                                      |                                      |                                     |                                     |                                     |
| Jamie O'Neill (102)                  | 10                                   |                                      |                                      | Andy Hicks (59)                      | 10                                   |                                      |                                      | Graeme Dott (38)                     | 10                                   |                                      |                                     | Graeme Dott (38)                    | 6                                   |
| Bulcsú Révész (a)                    | 5                                    | Jamie O'Neill (102)                  | 7                                    | Andy Hicks (59)                      | 6                                    |                                      |                                      |                                      |                                      |                                      |                                     | Graeme Dott (38)                    | 6                                   |
|                                      |                                      |                                      |                                      |                                      |                                      |                                      |                                      |                                      |                                      |                                      |                                     |                                     |                                     |
| Dean Young (91)                      | 5                                    | Peter Lines (70)                     | 10                                   | Matthew Selt (27)                    | 10                                   | Matthew Selt (27)                    | 10                                   |                                      |                                      |                                      |                                     |                                     |                                     |
| Haydon Pinhey (a)                    | 10                                   | Haydon Pinhey (a)                    | 6                                    | Peter Lines (70)                     | 7                                    | Matthew Selt (27)                    | 10                                   |                                      |                                      |                                      |                                     |                                     |                                     |
| Duodécima parte del cuadro           |                                      |                                      |                                      |                                      |                                      |                                      |                                      |                                      |                                      |                                      |                                     |                                     |                                     |
| Mohamed Ibrahim (107)                | 6                                    |                                      |                                      | Mark Joyce (54)                      | 10                                   |                                      |                                      | Thepchaiya Un-Nooh (43)              | 10                                   |                                      |                                     | Thepchaiya Un-Nooh (43)             | 9                                   |
| Anton Kazakov                        | 10                                   | Anton Kazakov                        | 3                                    | Mark Joyce (54)                      | 5                                    |                                      |                                      |                                      |                                      |                                      |                                     | Thepchaiya Un-Nooh (43)             | 9                                   |
|                                      |                                      |                                      |                                      |                                      |                                      |                                      |                                      |                                      |                                      |                                      |                                     |                                     |                                     |
| Dylan Emery (86)                     | 10                                   | Ian Burns (75)                       | 10                                   | Ricky Walden (22)                    | 10                                   | Ricky Walden (22)                    | 10                                   |                                      |                                      |                                      |                                     |                                     |                                     |
| Ma Hai Long (a)                      | 4                                    | Dylan Emery (86)                     | 9                                    | Ian Burns (75)                       | 6                                    | Ricky Walden (22)                    | 10                                   |                                      |                                      |                                      |                                     |                                     |                                     |
| Decimotercera parte del cuadro       |                                      |                                      |                                      |                                      |                                      |                                      |                                      |                                      |                                      |                                      |                                     |                                     |                                     |
| Michael Judge (87)                   | 2                                    |                                      |                                      | Si Jiahui (74)                       | 10                                   |                                      |                                      | Tom Ford (23)                        | 5                                    |                                      |                                     | Si Jiahui (74)                      | 10                                  |
| Florian Nüßle (a)                    | 10                                   | Florian Nüßle (a)                    | 7                                    | Si Jiahui (74)                       | 10                                   |                                      |                                      |                                      |                                      |                                      |                                     | Si Jiahui (74)                      | 10                                  |
|                                      |                                      |                                      |                                      |                                      |                                      |                                      |                                      |                                      |                                      |                                      |                                     |                                     |                                     |
| Asjad Iqbal (106)                    | 10                                   | Dominic Dale (55)                    | 10                                   | Jordan Brown (42)                    | 10                                   | Jordan Brown (42)                    | 7                                    |                                      |                                      |                                      |                                     |                                     |                                     |
| Jenson Kendrick                      | 3                                    | Asjad Iqbal (106)                    | 6                                    | Dominic Dale (55)                    | 7                                    | Jordan Brown (42)                    | 7                                    |                                      |                                      |                                      |                                     |                                     |                                     |
| Decimocuarta parte del cuadro        |                                      |                                      |                                      |                                      |                                      |                                      |                                      |                                      |                                      |                                      |                                     |                                     |                                     |
| Aaron Hill (90)                      | 10                                   |                                      |                                      | Michael White (71)                   |                                      |                                      |                                      | Chris Wakelin (26)                   | 10                                   |                                      |                                     | Chris Wakelin (26)                  | 8                                   |
| Siripaporn Nuanthakhamjan (a)        | 3                                    | Aaron Hill (90)                      | 10                                   | Aaron Hill (90)                      | 2                                    |                                      |                                      |                                      |                                      |                                      |                                     | Chris Wakelin (26)                  | 8                                   |
|                                      |                                      |                                      |                                      |                                      |                                      |                                      |                                      |                                      |                                      |                                      |                                     |                                     |                                     |
| Allan Taylor (103)                   | 10                                   | Wu Yize (58)                         | 10                                   | Tian Pengfei (39)                    | 2                                    | Wu Yize (58)                         | 10                                   |                                      |                                      |                                      |                                     |                                     |                                     |
| Filips Kalniņš (a)                   | 0                                    | Allan Taylor (103)                   | 7                                    | Wu Yize (58)                         | 10                                   | Wu Yize (58)                         | 10                                   |                                      |                                      |                                      |                                     |                                     |                                     |
| Decimoquinta parte del cuadro        |                                      |                                      |                                      |                                      |                                      |                                      |                                      |                                      |                                      |                                      |                                     |                                     |                                     |
| Muhammad Asif (98)                   | 2                                    |                                      |                                      | Stuart Carrington (63)               | 5                                    |                                      |                                      | Fan Zhengyi (34)                     | 10                                   |                                      |                                     | Fan Zhengyi (34)                    | 10                                  |
| Iulian Boiko (a)                     | 10                                   | Iulian Boiko (a)                     | 10                                   | Iulian Boiko (a)                     | 8                                    |                                      |                                      |                                      |                                      |                                      |                                     | Fan Zhengyi (34)                    | 10                                  |
|                                      |                                      |                                      |                                      |                                      |                                      |                                      |                                      |                                      |                                      |                                      |                                     |                                     |                                     |
| Alfie Burden (95)                    | 10                                   | Alexander Ursenbacher (66)           | 7                                    | Stephen Maguire (31)                 | 10                                   | Stephen Maguire (31)                 | 6                                    |                                      |                                      |                                      |                                     |                                     |                                     |
| Rebecca Kenna                        | 3                                    | Alfie Burden (95)                    | 10                                   | Alfie Burden (95)                    | 4                                    | Stephen Maguire (31)                 | 6                                    |                                      |                                      |                                      |                                     |                                     |                                     |
| Decimosexta parte del cuadro         |                                      |                                      |                                      |                                      |                                      |                                      |                                      |                                      |                                      |                                      |                                     |                                     |                                     |
| Adam Duffy (111)                     | 10                                   |                                      |                                      | Jak Jones (50)                       | 10                                   |                                      |                                      | Robbie Williams (47)                 | 9                                    |                                      |                                     | Jak Jones (50)                      | 10                                  |
| Billy Joe Castle (a)                 | 8                                    | Adam Duffy (111)                     | 6                                    | Jak Jones (50)                       | 10                                   |                                      |                                      |                                      |                                      |                                      |                                     | Jak Jones (50)                      | 10                                  |
|                                      |                                      |                                      |                                      |                                      |                                      |                                      |                                      |                                      |                                      |                                      |                                     |                                     |                                     |
| David Lilley (82)                    | 10                                   | Gerard Greene (79)                   | 9                                    | Barry Hawkins (18)                   | 10                                   | Barry Hawkins (18)                   | 8                                    |                                      |                                      |                                      |                                     |                                     |                                     |
| Rory McLeod (a)                      | 7                                    | David Lilley (82)                    | 10                                   | David Lilley (82)                    | 4                                    | Barry Hawkins (18)                   | 8                                    |                                      |                                      |                                      |                                     |                                     |                                     |

### Cuadro de la fase final
Entre paréntesis, se indica el puesto en el que accedieron al torneo los jugadores que llegaron al Crucible como cabezas de serie. Recalcado en negrita figura el ganador de cada partido:
|  | primera ronda (mejor de 19) | primera ronda (mejor de 19) |                         |    | segunda ronda (mejor de 25) | segunda ronda (mejor de 25) |  |  | cuartos de final (mejor de 25) | cuartos de final (mejor de 25) |  |  | semifinales (mejor de 33) | semifinales (mejor de 33) |  |  | final (mejor de 35) | final (mejor de 35) |
|  |                             |                             |                         |    |                             |                             |  |  |                                |                                |  |  |                           |                           |  |  |                     |                     |
|  | 15 de abril                 |                             |                         |    |                             |                             |  |  |                                |                                |  |  |                           |                           |  |  |                     |                     |
|  |                             |                             |                         |    |                             |                             |  |  |                                |                                |  |  |                           |                           |  |  |                     |                     |
|  | Ronnie O'Sullivan (1)       | 10                          |                         |    |                             |                             |  |  |                                |                                |  |  |                           |                           |  |  |                     |                     |
|  | Ronnie O'Sullivan (1)       | 10                          | 21 y 22 de abril        |    |                             |                             |  |  |                                |                                |  |  |                           |                           |  |  |                     |                     |
|  | Pang Junxu                  | 7                           |                         |    |                             |                             |  |  |                                |                                |  |  |                           |                           |  |  |                     |                     |
|  | Pang Junxu                  | 7                           | Ronnie O'Sullivan (1)   | 13 |                             |                             |  |  |                                |                                |  |  |                           |                           |  |  |                     |                     |
|  | 16 y 17 de abril            |                             | Ronnie O'Sullivan (1)   | 13 |                             |                             |  |  |                                |                                |  |  |                           |                           |  |  |                     |                     |
|  |                             | Hossein Vafaei              | 2                       |    |                             |                             |  |  |                                |                                |  |  |                           |                           |  |  |                     |                     |
|  | Ding Junhui (16)            | Hossein Vafaei              | 2                       | 6  |                             |                             |  |  |                                |                                |  |  |                           |                           |  |  |                     |                     |
|  | Ding Junhui (16)            |                             | 25 y 26 de abril        | 6  |                             |                             |  |  |                                |                                |  |  |                           |                           |  |  |                     |                     |
|  | Hossein Vafaei              | 10                          |                         |    |                             |                             |  |  |                                |                                |  |  |                           |                           |  |  |                     |                     |
|  | Hossein Vafaei              | 10                          | Ronnie O'Sullivan (1)   | 10 |                             |                             |  |  |                                |                                |  |  |                           |                           |  |  |                     |                     |
|  | 15 y 16 de abril            |                             | Ronnie O'Sullivan (1)   | 10 |                             |                             |  |  |                                |                                |  |  |                           |                           |  |  |                     |                     |
|  |                             | Luca Brecel (9)             | 13                      |    |                             |                             |  |  |                                |                                |  |  |                           |                           |  |  |                     |                     |
|  | Luca Brecel (9)             | Luca Brecel (9)             | 13                      | 10 |                             |                             |  |  |                                |                                |  |  |                           |                           |  |  |                     |                     |
|  | Luca Brecel (9)             | 20 y 21 de abril            |                         | 10 |                             |                             |  |  |                                |                                |  |  |                           |                           |  |  |                     |                     |
|  | Ricky Walden                | 9                           |                         |    |                             |                             |  |  |                                |                                |  |  |                           |                           |  |  |                     |                     |
|  | Ricky Walden                | 9                           | Luca Brecel (9)         | 13 |                             |                             |  |  |                                |                                |  |  |                           |                           |  |  |                     |                     |
|  | 16 y 17 de abril            |                             | Luca Brecel (9)         | 13 |                             |                             |  |  |                                |                                |  |  |                           |                           |  |  |                     |                     |
|  |                             | Mark Williams (8)           | 11                      |    |                             |                             |  |  |                                |                                |  |  |                           |                           |  |  |                     |                     |
|  | Mark Williams (8)           | Mark Williams (8)           | 11                      | 10 |                             |                             |  |  |                                |                                |  |  |                           |                           |  |  |                     |                     |
|  | Mark Williams (8)           |                             | 27, 28 y 29 de abril    | 10 |                             |                             |  |  |                                |                                |  |  |                           |                           |  |  |                     |                     |
|  | Jimmy Robertson             | 5                           |                         |    |                             |                             |  |  |                                |                                |  |  |                           |                           |  |  |                     |                     |
|  | Jimmy Robertson             | 5                           | Luca Brecel (9)         | 17 |                             |                             |  |  |                                |                                |  |  |                           |                           |  |  |                     |                     |
|  | 18 y 19 de abril            |                             | Luca Brecel (9)         | 17 |                             |                             |  |  |                                |                                |  |  |                           |                           |  |  |                     |                     |
|  |                             | Si Jiahui                   | 15                      |    |                             |                             |  |  |                                |                                |  |  |                           |                           |  |  |                     |                     |
|  | Judd Trump (5)              | Si Jiahui                   | 15                      | 6  |                             |                             |  |  |                                |                                |  |  |                           |                           |  |  |                     |                     |
|  | Judd Trump (5)              | 22, 23 y 24 de abril        |                         | 6  |                             |                             |  |  |                                |                                |  |  |                           |                           |  |  |                     |                     |
|  | Anthony McGill              | 10                          |                         |    |                             |                             |  |  |                                |                                |  |  |                           |                           |  |  |                     |                     |
|  | Anthony McGill              | 10                          | Anthony McGill          | 13 |                             |                             |  |  |                                |                                |  |  |                           |                           |  |  |                     |                     |
|  | 18 y 19 de abril            |                             | Anthony McGill          | 13 |                             |                             |  |  |                                |                                |  |  |                           |                           |  |  |                     |                     |
|  |                             | Jack Lisowski (12)          | 8                       |    |                             |                             |  |  |                                |                                |  |  |                           |                           |  |  |                     |                     |
|  | Jack Lisowski (12)          | Jack Lisowski (12)          | 8                       | 10 |                             |                             |  |  |                                |                                |  |  |                           |                           |  |  |                     |                     |
|  | Jack Lisowski (12)          |                             | 25 y 26 de abril        | 10 |                             |                             |  |  |                                |                                |  |  |                           |                           |  |  |                     |                     |
|  | Noppon Saengkham            | 7                           |                         |    |                             |                             |  |  |                                |                                |  |  |                           |                           |  |  |                     |                     |
|  | Noppon Saengkham            | 7                           | Anthony McGill          | 12 |                             |                             |  |  |                                |                                |  |  |                           |                           |  |  |                     |                     |
|  | 18 y 20 de abril            |                             | Anthony McGill          | 12 |                             |                             |  |  |                                |                                |  |  |                           |                           |  |  |                     |                     |
|  |                             | Si Jiahui                   | 13                      |    |                             |                             |  |  |                                |                                |  |  |                           |                           |  |  |                     |                     |
|  | Robert Milkins (13)         | Si Jiahui                   | 13                      | 10 |                             |                             |  |  |                                |                                |  |  |                           |                           |  |  |                     |                     |
|  | Robert Milkins (13)         | 22, 23 y 24 de abril        |                         | 10 |                             |                             |  |  |                                |                                |  |  |                           |                           |  |  |                     |                     |
|  | Joe Perry                   | 9                           |                         |    |                             |                             |  |  |                                |                                |  |  |                           |                           |  |  |                     |                     |
|  | Joe Perry                   | 9                           | Robert Milkins (13)     | 7  |                             |                             |  |  |                                |                                |  |  |                           |                           |  |  |                     |                     |
|  | 19 y 20 de abril            |                             | Robert Milkins (13)     | 7  |                             |                             |  |  |                                |                                |  |  |                           |                           |  |  |                     |                     |
|  |                             | Si Jiahui                   | 13                      |    |                             |                             |  |  |                                |                                |  |  |                           |                           |  |  |                     |                     |
|  | Shaun Murphy (4)            | Si Jiahui                   | 13                      | 9  |                             |                             |  |  |                                |                                |  |  |                           |                           |  |  |                     |                     |
|  | Shaun Murphy (4)            |                             | 30 de abril y 1 de mayo | 9  |                             |                             |  |  |                                |                                |  |  |                           |                           |  |  |                     |                     |
|  | Si Jiahui                   | 10                          |                         |    |                             |                             |  |  |                                |                                |  |  |                           |                           |  |  |                     |                     |
|  | Si Jiahui                   | 10                          | Luca Brecel             | 18 |                             |                             |  |  |                                |                                |  |  |                           |                           |  |  |                     |                     |
|  | 17 de abril                 |                             | Luca Brecel             | 18 |                             |                             |  |  |                                |                                |  |  |                           |                           |  |  |                     |                     |
|  |                             | Mark Selby (2)              | 15                      |    |                             |                             |  |  |                                |                                |  |  |                           |                           |  |  |                     |                     |
|  | Mark Allen (3)              | Mark Selby (2)              | 15                      | 10 |                             |                             |  |  |                                |                                |  |  |                           |                           |  |  |                     |                     |
|  | Mark Allen (3)              | 20, 21 y 22 de abril        |                         | 10 |                             |                             |  |  |                                |                                |  |  |                           |                           |  |  |                     |                     |
|  | Fan Zhengyi                 | 5                           |                         |    |                             |                             |  |  |                                |                                |  |  |                           |                           |  |  |                     |                     |
|  | Fan Zhengyi                 | 5                           | Mark Allen (3)          | 13 |                             |                             |  |  |                                |                                |  |  |                           |                           |  |  |                     |                     |
|  | 15 y 16 de abril            |                             | Mark Allen (3)          | 13 |                             |                             |  |  |                                |                                |  |  |                           |                           |  |  |                     |                     |
|  |                             | Stuart Bingham (14)         | 4                       |    |                             |                             |  |  |                                |                                |  |  |                           |                           |  |  |                     |                     |
|  | Stuart Bingham (14)         | Stuart Bingham (14)         | 4                       | 10 |                             |                             |  |  |                                |                                |  |  |                           |                           |  |  |                     |                     |
|  | Stuart Bingham (14)         |                             | 25 y 26 de abril        | 10 |                             |                             |  |  |                                |                                |  |  |                           |                           |  |  |                     |                     |
|  | David Gilbert               | 4                           |                         |    |                             |                             |  |  |                                |                                |  |  |                           |                           |  |  |                     |                     |
|  | David Gilbert               | 4                           | Mark Allen (3)          | 13 |                             |                             |  |  |                                |                                |  |  |                           |                           |  |  |                     |                     |
|  | 15 y 16 de abril            |                             | Mark Allen (3)          | 13 |                             |                             |  |  |                                |                                |  |  |                           |                           |  |  |                     |                     |
|  |                             | Jak Jones                   | 10                      |    |                             |                             |  |  |                                |                                |  |  |                           |                           |  |  |                     |                     |
|  | Ali Carter (11)             | Jak Jones                   | 10                      | 6  |                             |                             |  |  |                                |                                |  |  |                           |                           |  |  |                     |                     |
|  | Ali Carter (11)             | 21 y 22 de abril            |                         | 6  |                             |                             |  |  |                                |                                |  |  |                           |                           |  |  |                     |                     |
|  | Jak Jones                   | 10                          |                         |    |                             |                             |  |  |                                |                                |  |  |                           |                           |  |  |                     |                     |
|  | Jak Jones                   | 10                          | Jak Jones               | 13 |                             |                             |  |  |                                |                                |  |  |                           |                           |  |  |                     |                     |
|  | 15 y 16 de abril            |                             | Jak Jones               | 13 |                             |                             |  |  |                                |                                |  |  |                           |                           |  |  |                     |                     |
|  |                             | Neil Robertson (6)          | 7                       |    |                             |                             |  |  |                                |                                |  |  |                           |                           |  |  |                     |                     |
|  | Neil Robertson (6)          | Neil Robertson (6)          | 7                       | 10 |                             |                             |  |  |                                |                                |  |  |                           |                           |  |  |                     |                     |
|  | Neil Robertson (6)          |                             | 27, 28 y 29 de abril    | 10 |                             |                             |  |  |                                |                                |  |  |                           |                           |  |  |                     |                     |
|  | Wu Yize                     | 3                           |                         |    |                             |                             |  |  |                                |                                |  |  |                           |                           |  |  |                     |                     |
|  | Wu Yize                     | 3                           | Mark Allen (3)          | 15 |                             |                             |  |  |                                |                                |  |  |                           |                           |  |  |                     |                     |
|  | 19 de abril                 |                             | Mark Allen (3)          | 15 |                             |                             |  |  |                                |                                |  |  |                           |                           |  |  |                     |                     |
|  |                             | Mark Selby (2)              | 17                      |    |                             |                             |  |  |                                |                                |  |  |                           |                           |  |  |                     |                     |
|  | Kyren Wilson (7)            | Mark Selby (2)              | 17                      | 10 |                             |                             |  |  |                                |                                |  |  |                           |                           |  |  |                     |                     |
|  | Kyren Wilson (7)            | 23 de abril                 |                         | 10 |                             |                             |  |  |                                |                                |  |  |                           |                           |  |  |                     |                     |
|  | Ryan Day                    | 5                           |                         |    |                             |                             |  |  |                                |                                |  |  |                           |                           |  |  |                     |                     |
|  | Ryan Day                    | 5                           | Kyren Wilson (7)        | 2  |                             |                             |  |  |                                |                                |  |  |                           |                           |  |  |                     |                     |
|  | 17 y 18 de abril            |                             | Kyren Wilson (7)        | 2  |                             |                             |  |  |                                |                                |  |  |                           |                           |  |  |                     |                     |
|  |                             | John Higgins (10)           | 13                      |    |                             |                             |  |  |                                |                                |  |  |                           |                           |  |  |                     |                     |
|  | John Higgins (10)           | John Higgins (10)           | 13                      | 10 |                             |                             |  |  |                                |                                |  |  |                           |                           |  |  |                     |                     |
|  | John Higgins (10)           |                             | 25 y 26 de abril        | 10 |                             |                             |  |  |                                |                                |  |  |                           |                           |  |  |                     |                     |
|  | David Grace                 | 3                           |                         |    |                             |                             |  |  |                                |                                |  |  |                           |                           |  |  |                     |                     |
|  | David Grace                 | 3                           | John Higgins (10)       | 7  |                             |                             |  |  |                                |                                |  |  |                           |                           |  |  |                     |                     |
|  | 18 de abril                 |                             | John Higgins (10)       | 7  |                             |                             |  |  |                                |                                |  |  |                           |                           |  |  |                     |                     |
|  |                             | Mark Selby (2)              | 13                      |    |                             |                             |  |  |                                |                                |  |  |                           |                           |  |  |                     |                     |
|  | Gary Wilson (15)            | Mark Selby (2)              | 13                      | 10 |                             |                             |  |  |                                |                                |  |  |                           |                           |  |  |                     |                     |
|  | Gary Wilson (15)            | 22, 23 y 24 de abril        |                         | 10 |                             |                             |  |  |                                |                                |  |  |                           |                           |  |  |                     |                     |
|  | Elliot Slessor              | 8                           |                         |    |                             |                             |  |  |                                |                                |  |  |                           |                           |  |  |                     |                     |
|  | Elliot Slessor              | 8                           | Gary Wilson (15)        | 7  |                             |                             |  |  |                                |                                |  |  |                           |                           |  |  |                     |                     |
|  | 19 y 20 de abril            |                             | Gary Wilson (15)        | 7  |                             |                             |  |  |                                |                                |  |  |                           |                           |  |  |                     |                     |
|  |                             | Mark Selby (2)              | 13                      |    |                             |                             |  |  |                                |                                |  |  |                           |                           |  |  |                     |                     |
|  | Mark Selby (2)              | Mark Selby (2)              | 13                      | 10 |                             |                             |  |  |                                |                                |  |  |                           |                           |  |  |                     |                     |
|  | Mark Selby (2)              |                             |                         | 10 |                             |                             |  |  |                                |                                |  |  |                           |                           |  |  |                     |                     |
|  | Matthew Selt                | 8                           |                         |    |                             |                             |  |  |                                |                                |  |  |                           |                           |  |  |                     |                     |
|  | Matthew Selt                | 8                           |                         |    |                             |                             |  |  |                                |                                |  |  |                           |                           |  |  |                     |                     |

### Final
La tabla muestra cómo discurrió la final. En cada mesa, se indican los puntos conseguidos por cada jugador y, entre paréntesis, aquellas tacadas de más de cincuenta que consiguieron:
| Al mejor de 35 mesas. Crucible Theatre (Sheffield), 30 de abril y 1 de mayo. Árbitro: Brendan Moore |                 |                 |                             |                             |                             |                             |                |                |                |                |
| Luca Brecel (9)                                                                                     | Luca Brecel (9) | Luca Brecel (9) | 18-15                       | 18-15                       | 18-15                       | 18-15                       | Mark Selby (2) | Mark Selby (2) | Mark Selby (2) | Mark Selby (2) |
| Primera sesión: 6-2                                                                                 |                 |                 |                             |                             |                             |                             |                |                |                |                |
| Mesa                                                                                                | 1               | 2               | 3                           | 4                           | 5                           | 6                           | 7              | 8              | 9              | 10             |
| Brecel                                                                                              | 77 (77)         | 79              | 90 (90)                     | 38                          | 90 (67)                     | 71                          | 9              | 70 (70)        | —              | —              |
| Selby                                                                                               | 0               | 39              | 28                          | 94 (54)                     | 23                          | 55                          | 66 (62)        | 6              | —              | —              |
| Segunda sesión: 3-6 (9-8)                                                                           |                 |                 |                             |                             |                             |                             |                |                |                |                |
| Mesa                                                                                                | 1               | 2               | 3                           | 4                           | 5                           | 6                           | 7              | 8              | 9              | 10             |
| Brecel                                                                                              | 0               | 126 (99)        | 12                          | 50                          | 72 (72)                     | 67 (67)                     | 1              | 0              | 48             | —              |
| Selby                                                                                               | 134 (134)       | 14              | 96 (96)                     | 67                          | 4                           | 19                          | 76 (61)        | 147 (147)      | 71             | —              |
| Tercera sesión: 6-2 (15-10)                                                                         |                 |                 |                             |                             |                             |                             |                |                |                |                |
| Mesa                                                                                                | 1               | 2               | 3                           | 4                           | 5                           | 6                           | 7              | 8              | 9              | 10             |
| Brecel                                                                                              | 113 (113)       | 73              | 101 (101)                   | 141 (141)                   | 35                          | 56                          | 119            | 60             | —              | —              |
| Selby                                                                                               | 24              | 0               | 35                          | 0                           | 86 (63)                     | 78 (54)                     | 0              | 40             | —              | —              |
| Cuarta sesión: 3-5 (18-15)                                                                          |                 |                 |                             |                             |                             |                             |                |                |                |                |
| Mesa                                                                                                | 1               | 2               | 3                           | 4                           | 5                           | 6                           | 7              | 8              | 9              | 10             |
| Brecel                                                                                              | 67 (67)         | 20              | 35                          | 0                           | 0                           | 0                           | 66 (51)        | 112 (112)      | —              | —              |
| Selby                                                                                               | 0               | 78 (78)         | 50                          | 122 (122)                   | 81 (50)                     | 95 (52)                     | 2              | 0              | —              | —              |
| Luca Brecel (9)                                                                                     | Luca Brecel (9) | Luca Brecel (9) | 18-15                       | 18-15                       | 18-15                       | 18-15                       | Mark Selby (2) | Mark Selby (2) | Mark Selby (2) | Mark Selby (2) |
| 141                                                                                                 | 141             | 141             | tacada más alta             | tacada más alta             | tacada más alta             | tacada más alta             | 147            | 147            | 147            | 147            |
| 5                                                                                                   | 5               | 5               | centenas                    | centenas                    | centenas                    | centenas                    | 3              | 3              | 3              | 3              |
| 14                                                                                                  | 14              | 14              | tacadas de más de 50 puntos | tacadas de más de 50 puntos | tacadas de más de 50 puntos | tacadas de más de 50 puntos | 12             | 12             | 12             | 12             |
| Luca Brecel gana el Campeonato Mundial de Snooker de 2023                                           |                 |                 |                             |                             |                             |                             |                |                |                |                |

## Centenas
Los jugadores consiguieron amasar un total de noventa centenas durante la fase final del torneo. Tanto Kyren Wilson como Mark Selby, este último en la final, lograron tacadas máximas. Así se distribuyeron:
- 147, 134, 131, 123, 122, 112, 112, 110, 109, 103, 103, 100 — Mark Selby
- 147, 133, 120, 108, 102 — Kyren Wilson
- 146, 146, 138, 123, 100 — Neil Robertson
- 143 — Ali Carter
- 141, 128, 119, 117, 113, 113, 112, 108, 103, 101, 100 — Luca Brecel
- 138, 124, 122, 100, 100 — Jak Jones
- 137, 136, 134, 128, 124, 114, 102 — John Higgins
- 137, 126, 101 — Mark Allen
- 134, 108, 103 — Stuart Bingham
- 134 — Ding Junhui
- 133 — Pang Junxu
- 132, 125, 122, 120, 106, 105, 103, 102 — Si Jiahui
- 131, 120, 102 — Shaun Murphy
- 131, 109 — Gary Wilson
- 130, 124, 119, 112, 110 — Anthony McGill
- 130 — Noppon Saengkham
- 128, 116, 107, 102 — Ronnie O'Sullivan
- 123 — Matthew Selt
- 122, 117 — Hossein Vafaei
- 122, 110 — Fan Zhengyi
- 121 — David Gilbert
- 119, 102 — Jack Lisowski
- 118, 113 — Mark Williams
- 107, 107 — Wu Yize

### Rondas clasificatorias
En las rondas clasificatorias, se consiguieron 133 centenas.
- 146 — Ryan Day
- 145, 142, 131, 130, 123, 117, 105 — Thepchaiya Un-Nooh
- 143, 132 — Joe Perry
- 140, 111, 102 — Oliver Lines
- 140, 111 — Barry Pinches
- 140, 105, 101, 100 — Wu Yize
- 140 — Sean O'Sullivan
- 138, 135, 117, 111 — Elliot Slessor
- 137, 128 — Lei Peifan
- 137 — Ken Doherty
- 137 — Ross Muir
- 136, 116, 106, 102 — Louis Heathcote
- 136, 106 — Anthony McGill
- 136 — Ben Mertens
- 133, 125, 119, 109 — David Lilley
- 133, 107 — Yuan Sijun
- 132 — Fergal O'Brien
- 131, 129 — Alexander Ursenbacher
- 131, 102, 101 — Fan Zhengyi
- 130, 116, 103, 101, 101 — Ricky Walden
- 130, 115, 103 — David Gilbert
- 130 — Dylan Emery
- 129, 124, 113 — Dominic Dale
- 129, 103 — Lyu Haotian
- 128, 127, 125, 119, 108 — John Astley
- 127, 127, 125, 102, 100 — Zhang Anda
- 127, 116 — Haydon Pinhey
- 127 — Andy Hicks
- 126, 115, 102 — Si Jiahui
- 126, 100 — Iulian Boiko
- 125, 106 — Andrew Higginson
- 125 — Marco Fu
- 124, 105 — Ian Burns
- 122 — Sanderson Lam
- 121, 120 — David Grace
- 120 — Craig Steadman
- 117 — Noppon Saengkham
- 117 — Matthew Stevens
- 116, 104, 103 — Zhou Yuelong
- 115, 101, 101, 100 — Jak Jones
- 115 — Ng On-yee
- 115 — Hossein Vafaei
- 114 — Ross Bulman
- 113 — Jamie Clarke
- 111 — Scott Donaldson
- 110 — Stan Moody
- 110 — Allan Taylor
- 109 — Matthew Selt
- 106, 104 — Jamie O'Neill
- 106, 103 — Aaron Hill
- 106, 102 — Jackson Page
- 106, 100 — Chris Wakelin
- 106 — Ben Woollaston
- 105, 101 — Joe O'Connor
- 105, 101 — Xu Si
- 105 — Asjad Iqbal
- 104, 104 — Mark Davis
- 104, 102 — Pang Junxu
- 102 — Stephen Hendry
- 102 — George Pragnell
- 102 — Liam Pullen
- 101, 100 — Robbie Williams
- 101 — Liam Graham
- 101 — Andres Petrov
- 100 — James Cahill
- 100 — Gao Yang
- 100 — Mink Nutcharut
- 100 — Dechawat Poomjaeng
- 100 — Daniel Wells